# Плей-офф Кубка Гагарина 2024
Плей-офф Кубка Гагарина 2024 — второй и решающий этап сезона КХЛ 2023/2024 годов. Плей-офф Кубка Гагарина 2024 начался 29 февраля 2024 года и закончился 24 апреля 2024 года.

## Формат плей-офф
Всего в плей-офф участвуют 16 команд, по 8 от каждой конференции. В первом раунде победители конференций играют с командами, занявшими восьмые места. Команды, занявшие вторые места играют с командами с седьмого места, команды с третьих мест играют с командами, занявшими шестые места, а команды, занявшие четвёртые места играют с командами, занявшими пятые места в конференциях.
Со второго раунда произойдёт деление команд на две группы.
В первой группе лучшая из оставшихся команд Запада сыграет с четвёртой командой Востока, другую пару составят вторая из оставшихся по посеву команда Востока и третья команда Запада. На стадии полуфиналов победители этих пар сыграют между собой.
Пары второй группы: первая команда Востока против четвёртой команды Запада, вторая команда Запада против третьей команды Востока. Победители этих пар также сыграют между собой в следующем раунде.
На стадии полуфиналов перепосев команд производиться не будет.
Таким образом, в отличие от прежних сезонов, возможна ситуация, в которой в финале Кубка Гагарина сыграют две команды из одной и той же конференции.
Во всех раундах преимущество домашнего льда имеет команда, занявшая более высокое место в регулярном чемпионате. Каждая серия состоит максимум из семи игр и проходит до четырёх побед в формате Д-Д-Г-Г-Д-Г-Д.

## Участники и посев перед плей-офф

### Восточная конференция
1. Металлург
2. Авангард
3. Салават Юлаев
4. Ак Барс
5. Автомобилист
6. Трактор
7. Лада
8. Амур

### Западная конференция
1. Динамо М
2. СКА
3. Локомотив
4. Спартак
5. Северсталь
6. ЦСКА
7. Торпедо
8. Динамо Мн

## Сетка
|  | 1/8 финала (Четвертьфиналы конференций) | 1/8 финала (Четвертьфиналы конференций) | 1/8 финала (Четвертьфиналы конференций) | 1/8 финала (Четвертьфиналы конференций) | 1/8 финала (Четвертьфиналы конференций) | 1/8 финала (Четвертьфиналы конференций) | 1/8 финала (Четвертьфиналы конференций) | 1/8 финала (Четвертьфиналы конференций) | 1/8 финала (Четвертьфиналы конференций) | 1/8 финала (Четвертьфиналы конференций) |              |              | Четвертьфиналы (перепосев) | Четвертьфиналы (перепосев) | Четвертьфиналы (перепосев) | Четвертьфиналы (перепосев) | Четвертьфиналы (перепосев) | Четвертьфиналы (перепосев) | Четвертьфиналы (перепосев) | Четвертьфиналы (перепосев) | Четвертьфиналы (перепосев) | Четвертьфиналы (перепосев) |    |              | Полуфиналы   | Полуфиналы   | Полуфиналы   | Полуфиналы   | Полуфиналы   | Полуфиналы   | Полуфиналы   | Полуфиналы | Полуфиналы | Полуфиналы |    |              | Финал Кубка Гагарина | Финал Кубка Гагарина | Финал Кубка Гагарина | Финал Кубка Гагарина | Финал Кубка Гагарина | Финал Кубка Гагарина | Финал Кубка Гагарина | Финал Кубка Гагарина | Финал Кубка Гагарина | Финал Кубка Гагарина |
|  |                                         |                                         |                                         |                                         |                                         |                                         |                                         |                                         |                                         |                                         |              |              |                            |                            |                            |                            |                            |                            |                            |                            |                            |                            |    |              |              |              |              |              |              |              |              |            |            |            |    |              |                      |                      |                      |                      |                      |                      |                      |                      |                      |                      |
|  | 1                                       | Динамо М                                | Динамо М                                | Динамо М                                | Динамо М                                | Динамо М                                | Динамо М                                | Динамо М                                | Динамо М                                | 4                                       |              |              |                            |                            |                            |                            |                            |                            |                            |                            |                            |                            |    |              |              |              |              |              |              |              |              |            |            |            |    |              |                      |                      |                      |                      |                      |                      |                      |                      |                      |                      |
|  | 1                                       | Динамо М                                | Динамо М                                | Динамо М                                | Динамо М                                | Динамо М                                | Динамо М                                | Динамо М                                | Динамо М                                | 4                                       |              |              |                            |                            |                            |                            |                            |                            |                            |                            |                            |                            |    |              |              |              |              |              |              |              |              |            |            |            |    |              |                      |                      |                      |                      |                      |                      |                      |                      |                      |                      |
|  | 8                                       | Динамо Мн                               | Динамо Мн                               | Динамо Мн                               | Динамо Мн                               | Динамо Мн                               | Динамо Мн                               | Динамо Мн                               | Динамо Мн                               | 2                                       |              |              |                            |                            |                            |                            |                            |                            |                            |                            |                            |                            |    |              |              |              |              |              |              |              |              |            |            |            |    |              |                      |                      |                      |                      |                      |                      |                      |                      |                      |                      |
|  | 8                                       | Динамо Мн                               | Динамо Мн                               | Динамо Мн                               | Динамо Мн                               | Динамо Мн                               | Динамо Мн                               | Динамо Мн                               | Динамо Мн                               | 2                                       | з1           | Динамо М     | Динамо М                   | Динамо М                   | Динамо М                   | Динамо М                   | Динамо М                   | Динамо М                   | Динамо М                   | 0                          |                            |                            |    |              |              |              |              |              |              |              |              |            |            |            |    |              |                      |                      |                      |                      |                      |                      |                      |                      |                      |                      |
|  |                                         |                                         |                                         |                                         |                                         |                                         |                                         |                                         |                                         |                                         | з1           | Динамо М     | Динамо М                   | Динамо М                   | Динамо М                   | Динамо М                   | Динамо М                   | Динамо М                   | Динамо М                   | 0                          |                            |                            |    |              |              |              |              |              |              |              |              |            |            |            |    |              |                      |                      |                      |                      |                      |                      |                      |                      |                      |                      |
|  |                                         |                                         | в6                                      | Трактор                                 | Трактор                                 | Трактор                                 | Трактор                                 | Трактор                                 | Трактор                                 | Трактор                                 | Трактор      | 4            |                            |                            |                            |                            |                            |                            |                            |                            |                            |                            |    |              |              |              |              |              |              |              |              |            |            |            |    |              |                      |                      |                      |                      |                      |                      |                      |                      |                      |                      |
|  | 2                                       | СКА                                     | СКА                                     | СКА                                     | СКА                                     | СКА                                     | СКА                                     | СКА                                     | СКА                                     | Трактор                                 | Трактор      | 4            | 4                          |                            |                            |                            |                            |                            |                            |                            |                            |                            |    |              |              |              |              |              |              |              |              |            |            |            |    |              |                      |                      |                      |                      |                      |                      |                      |                      |                      |                      |
|  | 2                                       | СКА                                     | СКА                                     | СКА                                     | СКА                                     | СКА                                     | СКА                                     | СКА                                     | СКА                                     |                                         |              |              | 4                          |                            |                            |                            |                            |                            |                            |                            |                            |                            |    |              |              |              |              |              |              |              |              |            |            |            |    |              |                      |                      |                      |                      |                      |                      |                      |                      |                      |                      |
|  | 7                                       | Торпедо                                 | Торпедо                                 | Торпедо                                 | Торпедо                                 | Торпедо                                 | Торпедо                                 | Торпедо                                 | Торпедо                                 | 1                                       |              |              |                            |                            |                            |                            |                            |                            |                            |                            |                            |                            |    |              |              |              |              |              |              |              |              |            |            |            |    |              |                      |                      |                      |                      |                      |                      |                      |                      |                      |                      |
|  | 7                                       | Торпедо                                 | Торпедо                                 | Торпедо                                 | Торпедо                                 | Торпедо                                 | Торпедо                                 | Торпедо                                 | Торпедо                                 | 1                                       |              |              |                            |                            |                            |                            |                            |                            |                            |                            |                            |                            | з3 | Локомотив    | Локомотив    | Локомотив    | Локомотив    | Локомотив    | Локомотив    | Локомотив    | Локомотив    | 4          |            |            |    |              |                      |                      |                      |                      |                      |                      |                      |                      |                      |                      |
|  |                                         |                                         |                                         |                                         |                                         |                                         |                                         |                                         |                                         |                                         |              |              |                            |                            |                            |                            |                            |                            |                            |                            |                            |                            | з3 | Локомотив    | Локомотив    | Локомотив    | Локомотив    | Локомотив    | Локомотив    | Локомотив    | Локомотив    | 4          |            |            |    |              |                      |                      |                      |                      |                      |                      |                      |                      |                      |                      |
|  |                                         |                                         | в6                                      | Трактор                                 | Трактор                                 | Трактор                                 | Трактор                                 | Трактор                                 | Трактор                                 | Трактор                                 | Трактор      | 0            |                            |                            |                            |                            |                            |                            |                            |                            |                            |                            |    |              |              |              |              |              |              |              |              |            |            |            |    |              |                      |                      |                      |                      |                      |                      |                      |                      |                      |                      |
|  | 3                                       | Локомотив                               | Локомотив                               | Локомотив                               | Локомотив                               | Локомотив                               | Локомотив                               | Локомотив                               | Локомотив                               | Трактор                                 | Трактор      | 0            | 4                          |                            |                            |                            |                            |                            |                            |                            |                            |                            |    |              |              |              |              |              |              |              |              |            |            |            |    |              |                      |                      |                      |                      |                      |                      |                      |                      |                      |                      |
|  | 3                                       | Локомотив                               | Локомотив                               | Локомотив                               | Локомотив                               | Локомотив                               | Локомотив                               | Локомотив                               | Локомотив                               |                                         |              |              | 4                          |                            |                            |                            |                            |                            |                            |                            |                            |                            |    |              |              |              |              |              |              |              |              |            |            |            |    |              |                      |                      |                      |                      |                      |                      |                      |                      |                      |                      |
|  | 6                                       | ЦСКА                                    | ЦСКА                                    | ЦСКА                                    | ЦСКА                                    | ЦСКА                                    | ЦСКА                                    | ЦСКА                                    | ЦСКА                                    | 1                                       |              |              |                            |                            |                            |                            |                            |                            |                            |                            |                            |                            |    |              |              |              |              |              |              |              |              |            |            |            |    |              |                      |                      |                      |                      |                      |                      |                      |                      |                      |                      |
|  | 6                                       | ЦСКА                                    | ЦСКА                                    | ЦСКА                                    | ЦСКА                                    | ЦСКА                                    | ЦСКА                                    | ЦСКА                                    | ЦСКА                                    | 1                                       | в2           | Авангард     | Авангард                   | Авангард                   | Авангард                   | Авангард                   | Авангард                   | Авангард                   | Авангард                   | 3                          |                            |                            |    |              |              |              |              |              |              |              |              |            |            |            |    |              |                      |                      |                      |                      |                      |                      |                      |                      |                      |                      |
|  |                                         |                                         |                                         |                                         |                                         |                                         |                                         |                                         |                                         |                                         | в2           | Авангард     | Авангард                   | Авангард                   | Авангард                   | Авангард                   | Авангард                   | Авангард                   | Авангард                   | 3                          |                            |                            |    |              |              |              |              |              |              |              |              |            |            |            |    |              |                      |                      |                      |                      |                      |                      |                      |                      |                      |                      |
|  |                                         |                                         | з3                                      | Локомотив                               | Локомотив                               | Локомотив                               | Локомотив                               | Локомотив                               | Локомотив                               | Локомотив                               | Локомотив    | 4            |                            |                            |                            |                            |                            |                            |                            |                            |                            |                            |    |              |              |              |              |              |              |              |              |            |            |            |    |              |                      |                      |                      |                      |                      |                      |                      |                      |                      |                      |
|  | 4                                       | Спартак                                 | Спартак                                 | Спартак                                 | Спартак                                 | Спартак                                 | Спартак                                 | Спартак                                 | Спартак                                 | Локомотив                               | Локомотив    | 4            | 4                          |                            |                            |                            |                            |                            |                            |                            |                            |                            |    |              |              |              |              |              |              |              |              |            |            |            |    |              |                      |                      |                      |                      |                      |                      |                      |                      |                      |                      |
|  | 4                                       | Спартак                                 | Спартак                                 | Спартак                                 | Спартак                                 | Спартак                                 | Спартак                                 | Спартак                                 | Спартак                                 |                                         |              |              | 4                          |                            |                            |                            |                            |                            |                            |                            |                            |                            |    |              |              |              |              |              |              |              |              |            |            |            |    |              |                      |                      |                      |                      |                      |                      |                      |                      |                      |                      |
|  | 5                                       | Северсталь                              | Северсталь                              | Северсталь                              | Северсталь                              | Северсталь                              | Северсталь                              | Северсталь                              | Северсталь                              | 1                                       |              |              |                            |                            |                            |                            |                            |                            |                            |                            |                            |                            |    |              |              |              |              |              |              |              |              |            |            |            |    |              |                      |                      |                      |                      |                      |                      |                      |                      |                      |                      |
|  | 5                                       | Северсталь                              | Северсталь                              | Северсталь                              | Северсталь                              | Северсталь                              | Северсталь                              | Северсталь                              | Северсталь                              | 1                                       |              |              |                            |                            |                            |                            |                            |                            |                            |                            |                            |                            |    |              |              |              |              |              |              |              |              |            |            |            | в1 | Металлург Мг | Металлург Мг         | Металлург Мг         | Металлург Мг         | Металлург Мг         | Металлург Мг         | Металлург Мг         | Металлург Мг         | 4                    |                      |                      |
|  |                                         |                                         |                                         |                                         |                                         |                                         |                                         |                                         |                                         |                                         |              |              |                            |                            |                            |                            |                            |                            |                            |                            |                            |                            |    |              |              |              |              |              |              |              |              |            |            |            | в1 | Металлург Мг | Металлург Мг         | Металлург Мг         | Металлург Мг         | Металлург Мг         | Металлург Мг         | Металлург Мг         | Металлург Мг         | 4                    |                      |                      |
|  |                                         |                                         | з3                                      | Локомотив                               | Локомотив                               | Локомотив                               | Локомотив                               | Локомотив                               | Локомотив                               | Локомотив                               | Локомотив    | 0            |                            |                            |                            |                            |                            |                            |                            |                            |                            |                            |    |              |              |              |              |              |              |              |              |            |            |            |    |              |                      |                      |                      |                      |                      |                      |                      |                      |                      |                      |
|  | 1                                       | Металлург Мг                            | Металлург Мг                            | Металлург Мг                            | Металлург Мг                            | Металлург Мг                            | Металлург Мг                            | Металлург Мг                            | Металлург Мг                            | Локомотив                               | Локомотив    | 0            | 4                          |                            |                            |                            |                            |                            |                            |                            |                            |                            |    |              |              |              |              |              |              |              |              |            |            |            |    |              |                      |                      |                      |                      |                      |                      |                      |                      |                      |                      |
|  | 1                                       | Металлург Мг                            | Металлург Мг                            | Металлург Мг                            | Металлург Мг                            | Металлург Мг                            | Металлург Мг                            | Металлург Мг                            | Металлург Мг                            |                                         |              |              | 4                          |                            |                            |                            |                            |                            |                            |                            |                            |                            |    |              |              |              |              |              |              |              |              |            |            |            |    |              |                      |                      |                      |                      |                      |                      |                      |                      |                      |                      |
|  | 8                                       | Амур                                    | Амур                                    | Амур                                    | Амур                                    | Амур                                    | Амур                                    | Амур                                    | Амур                                    | 2                                       |              |              |                            |                            |                            |                            |                            |                            |                            |                            |                            |                            |    |              |              |              |              |              |              |              |              |            |            |            |    |              |                      |                      |                      |                      |                      |                      |                      |                      |                      |                      |
|  | 8                                       | Амур                                    | Амур                                    | Амур                                    | Амур                                    | Амур                                    | Амур                                    | Амур                                    | Амур                                    | 2                                       | в1           | Металлург Мг | Металлург Мг               | Металлург Мг               | Металлург Мг               | Металлург Мг               | Металлург Мг               | Металлург Мг               | Металлург Мг               | 4                          |                            |                            |    |              |              |              |              |              |              |              |              |            |            |            |    |              |                      |                      |                      |                      |                      |                      |                      |                      |                      |                      |
|  |                                         |                                         |                                         |                                         |                                         |                                         |                                         |                                         |                                         |                                         | в1           | Металлург Мг | Металлург Мг               | Металлург Мг               | Металлург Мг               | Металлург Мг               | Металлург Мг               | Металлург Мг               | Металлург Мг               | 4                          |                            |                            |    |              |              |              |              |              |              |              |              |            |            |            |    |              |                      |                      |                      |                      |                      |                      |                      |                      |                      |                      |
|  |                                         |                                         | з4                                      | Спартак                                 | Спартак                                 | Спартак                                 | Спартак                                 | Спартак                                 | Спартак                                 | Спартак                                 | Спартак      | 2            |                            |                            |                            |                            |                            |                            |                            |                            |                            |                            |    |              |              |              |              |              |              |              |              |            |            |            |    |              |                      |                      |                      |                      |                      |                      |                      |                      |                      |                      |
|  | 2                                       | Авангард                                | Авангард                                | Авангард                                | Авангард                                | Авангард                                | Авангард                                | Авангард                                | Авангард                                | Спартак                                 | Спартак      | 2            | 4                          |                            |                            |                            |                            |                            |                            |                            |                            |                            |    |              |              |              |              |              |              |              |              |            |            |            |    |              |                      |                      |                      |                      |                      |                      |                      |                      |                      |                      |
|  | 2                                       | Авангард                                | Авангард                                | Авангард                                | Авангард                                | Авангард                                | Авангард                                | Авангард                                | Авангард                                |                                         |              |              | 4                          |                            |                            |                            |                            |                            |                            |                            |                            |                            |    |              |              |              |              |              |              |              |              |            |            |            |    |              |                      |                      |                      |                      |                      |                      |                      |                      |                      |                      |
|  | 7                                       | Лада                                    | Лада                                    | Лада                                    | Лада                                    | Лада                                    | Лада                                    | Лада                                    | Лада                                    | 1                                       |              |              |                            |                            |                            |                            |                            |                            |                            |                            |                            |                            |    |              |              |              |              |              |              |              |              |            |            |            |    |              |                      |                      |                      |                      |                      |                      |                      |                      |                      |                      |
|  | 7                                       | Лада                                    | Лада                                    | Лада                                    | Лада                                    | Лада                                    | Лада                                    | Лада                                    | Лада                                    | 1                                       |              |              |                            |                            |                            |                            |                            |                            |                            |                            |                            |                            | в1 | Металлург Мг | Металлург Мг | Металлург Мг | Металлург Мг | Металлург Мг | Металлург Мг | Металлург Мг | Металлург Мг | 4          |            |            |    |              |                      |                      |                      |                      |                      |                      |                      |                      |                      |                      |
|  |                                         |                                         |                                         |                                         |                                         |                                         |                                         |                                         |                                         |                                         |              |              |                            |                            |                            |                            |                            |                            |                            |                            |                            |                            | в1 | Металлург Мг | Металлург Мг | Металлург Мг | Металлург Мг | Металлург Мг | Металлург Мг | Металлург Мг | Металлург Мг | 4          |            |            |    |              |                      |                      |                      |                      |                      |                      |                      |                      |                      |                      |
|  |                                         |                                         | в5                                      | Автомобилист                            | Автомобилист                            | Автомобилист                            | Автомобилист                            | Автомобилист                            | Автомобилист                            | Автомобилист                            | Автомобилист | 3            |                            |                            |                            |                            |                            |                            |                            |                            |                            |                            |    |              |              |              |              |              |              |              |              |            |            |            |    |              |                      |                      |                      |                      |                      |                      |                      |                      |                      |                      |
|  | 3                                       | Салават Юлаев                           | Салават Юлаев                           | Салават Юлаев                           | Салават Юлаев                           | Салават Юлаев                           | Салават Юлаев                           | Салават Юлаев                           | Салават Юлаев                           | Автомобилист                            | Автомобилист | 3            | 2                          |                            |                            |                            |                            |                            |                            |                            |                            |                            |    |              |              |              |              |              |              |              |              |            |            |            |    |              |                      |                      |                      |                      |                      |                      |                      |                      |                      |                      |
|  | 3                                       | Салават Юлаев                           | Салават Юлаев                           | Салават Юлаев                           | Салават Юлаев                           | Салават Юлаев                           | Салават Юлаев                           | Салават Юлаев                           | Салават Юлаев                           |                                         |              |              | 2                          |                            |                            |                            |                            |                            |                            |                            |                            |                            |    |              |              |              |              |              |              |              |              |            |            |            |    |              |                      |                      |                      |                      |                      |                      |                      |                      |                      |                      |
|  | 6                                       | Трактор                                 | Трактор                                 | Трактор                                 | Трактор                                 | Трактор                                 | Трактор                                 | Трактор                                 | Трактор                                 | 4                                       |              |              |                            |                            |                            |                            |                            |                            |                            |                            |                            |                            |    |              |              |              |              |              |              |              |              |            |            |            |    |              |                      |                      |                      |                      |                      |                      |                      |                      |                      |                      |
|  | 6                                       | Трактор                                 | Трактор                                 | Трактор                                 | Трактор                                 | Трактор                                 | Трактор                                 | Трактор                                 | Трактор                                 | 4                                       | з2           | СКА          | СКА                        | СКА                        | СКА                        | СКА                        | СКА                        | СКА                        | СКА                        | 1                          |                            |                            |    |              |              |              |              |              |              |              |              |            |            |            |    |              |                      |                      |                      |                      |                      |                      |                      |                      |                      |                      |
|  |                                         |                                         |                                         |                                         |                                         |                                         |                                         |                                         |                                         |                                         | з2           | СКА          | СКА                        | СКА                        | СКА                        | СКА                        | СКА                        | СКА                        | СКА                        | 1                          |                            |                            |    |              |              |              |              |              |              |              |              |            |            |            |    |              |                      |                      |                      |                      |                      |                      |                      |                      |                      |                      |
|  |                                         |                                         | в5                                      | Автомобилист                            | Автомобилист                            | Автомобилист                            | Автомобилист                            | Автомобилист                            | Автомобилист                            | Автомобилист                            | Автомобилист | 4            |                            |                            |                            |                            |                            |                            |                            |                            |                            |                            |    |              |              |              |              |              |              |              |              |            |            |            |    |              |                      |                      |                      |                      |                      |                      |                      |                      |                      |                      |
|  | 4                                       | Ак Барс                                 | Ак Барс                                 | Ак Барс                                 | Ак Барс                                 | Ак Барс                                 | Ак Барс                                 | Ак Барс                                 | Ак Барс                                 | Автомобилист                            | Автомобилист | 4            | 1                          |                            |                            |                            |                            |                            |                            |                            |                            |                            |    |              |              |              |              |              |              |              |              |            |            |            |    |              |                      |                      |                      |                      |                      |                      |                      |                      |                      |                      |
|  | 4                                       | Ак Барс                                 | Ак Барс                                 | Ак Барс                                 | Ак Барс                                 | Ак Барс                                 | Ак Барс                                 | Ак Барс                                 | Ак Барс                                 |                                         |              |              | 1                          |                            |                            |                            |                            |                            |                            |                            |                            |                            |    |              |              |              |              |              |              |              |              |            |            |            |    |              |                      |                      |                      |                      |                      |                      |                      |                      |                      |                      |
|  | 5                                       | Автомобилист                            | Автомобилист                            | Автомобилист                            | Автомобилист                            | Автомобилист                            | Автомобилист                            | Автомобилист                            | Автомобилист                            | 4                                       |              |              |                            |                            |                            |                            |                            |                            |                            |                            |                            |                            |    |              |              |              |              |              |              |              |              |            |            |            |    |              |                      |                      |                      |                      |                      |                      |                      |                      |                      |                      |

## 1/8 финала (четвертьфиналы конференций)
Время начала матчей дано по московскому времени (UTC+3).

### Восточная конференция

#### (1) «Металлург» – (8) «Амур»
Пара определилась 26 февраля в результате матча «Металлург» – «Авангард», победу в котором со счётом (3:1) одержал Металлург Магнитогорск.
Амур вышел в плей-офф впервые с 2018 года. Команды встретились в плей-офф Кубка Гагарина впервые в истории.
| 1 марта 2024 17:00 | Металлург | 2 : 1 (0:0, 0:0, 2:1) | Амур | Арена Металлург, Магнитогорск Зрителей: 7 005 |

| Отчёт                                                                                         | Отчёт                      | Отчёт                                      | Отчёт                      | Отчёт                                                                                    |
| --------------------------------------------------------------------------------------------- | -------------------------- | ------------------------------------------ | -------------------------- | ---------------------------------------------------------------------------------------- |
|                                                                                               |                            |                                            |                            |                                                                                          |
|                                                                                               | Илья Набоков — 00:00-60:00 | Вратари                                    | 00:00-58:26 — Игорь Бобков | Судьи: Алексей Белов Евгений Кочетов Линейные судьи: Александр Сысуев Роман Максимовский |
|                                                                                               | Голы:                      |                                            |                            | Судьи: Алексей Белов Евгений Кочетов Линейные судьи: Александр Сысуев Роман Максимовский |
| Егор Яковлев — 45:29 (В. Ерёменко, Д. Силантьев) Люк Джонсон — 51:59 (Р. Пресс, Д. Силантьев) | 1:0 2:0 2:1                | 54:25 — Ян Дрозг (Д. Шевченко, И. Мищенко) |                            | Судьи: Алексей Белов Евгений Кочетов Линейные судьи: Александр Сысуев Роман Максимовский |
|                                                                                               |                            |                                            |                            | Судьи: Алексей Белов Евгений Кочетов Линейные судьи: Александр Сысуев Роман Максимовский |
|                                                                                               |                            |                                            |                            | Судьи: Алексей Белов Евгений Кочетов Линейные судьи: Александр Сысуев Роман Максимовский |
|                                                                                               |                            |                                            |                            | Судьи: Алексей Белов Евгений Кочетов Линейные судьи: Александр Сысуев Роман Максимовский |
| 2 мин                                                                                         | Штраф                      | 2 мин                                      |                            | Судьи: Алексей Белов Евгений Кочетов Линейные судьи: Александр Сысуев Роман Максимовский |
|                                                                                               |                            |                                            |                            |                                                                                          |
|                                                                                               | 33                         | Броски                                     | 29                         |                                                                                          |

| 3 марта 2024 14:30 | Металлург | 2 : 3 | Амур | Арена Металлург, Магнитогорск |

| Отчёт | Отчёт | Отчёт | Отчёт | Отчёт |
| ----- | ----- | ----- | ----- | ----- |
|       |       |       |       |       |
|       |       |       |       |       |
|       |       |       |       |       |
|       |       |       |       |       |
|       |       |       |       |       |
|       |       |       |       |       |
|       |       |       |       |       |
|       |       |       |       |       |
|       |       |       |       |       |

| 5 марта 2024 12:00 | Амур | 2 : 3 | Металлург | Платинум Арена, Хабаровск |

| Отчёт | Отчёт | Отчёт | Отчёт | Отчёт |
| ----- | ----- | ----- | ----- | ----- |
|       |       |       |       |       |
|       |       |       |       |       |
|       |       |       |       |       |
|       |       |       |       |       |
|       |       |       |       |       |
|       |       |       |       |       |
|       |       |       |       |       |
|       |       |       |       |       |
|       |       |       |       |       |

| 7 марта 2024 12:00 | Амур | 5 : 2 | Металлург | Платинум Арена, Хабаровск |

| Отчёт | Отчёт | Отчёт | Отчёт | Отчёт |
| ----- | ----- | ----- | ----- | ----- |
|       |       |       |       |       |
|       |       |       |       |       |
|       |       |       |       |       |
|       |       |       |       |       |
|       |       |       |       |       |
|       |       |       |       |       |
|       |       |       |       |       |
|       |       |       |       |       |
|       |       |       |       |       |

| 9 марта 2024 14:30 | Металлург | 3 : 1 | Амур | Арена Металлург, Магнитогорск |

| Отчёт | Отчёт | Отчёт | Отчёт | Отчёт |
| ----- | ----- | ----- | ----- | ----- |
|       |       |       |       |       |
|       |       |       |       |       |
|       |       |       |       |       |
|       |       |       |       |       |
|       |       |       |       |       |
|       |       |       |       |       |
|       |       |       |       |       |
|       |       |       |       |       |
|       |       |       |       |       |

| 11 марта 2024 12:00 | Амур | 2 : 3 OT | Металлург | Платинум Арена, Хабаровск |

| Отчёт | Отчёт | Отчёт | Отчёт | Отчёт |
| ----- | ----- | ----- | ----- | ----- |
|       |       |       |       |       |
|       |       |       |       |       |
|       |       |       |       |       |
|       |       |       |       |       |
|       |       |       |       |       |
|       |       |       |       |       |
|       |       |       |       |       |
|       |       |       |       |       |
|       |       |       |       |       |

#### (2) «Авангард» – (7) «Лада»
Пара определилась 26 февраля в результате матча «Металлург» – «Авангард», победу в котором со счётом 3:1 одержал Металлург Магнитогорск.
Команды встретились в плей-офф Кубка Гагарина впервые в истории.
Лада вышла в плей-офф в свой дебютный сезон после возвращения в КХЛ.
| 1 марта 2024 16:30 | Авангард | 5 : 1 (2:0, 2:1, 1:0) | Лада | G-Drive Арена, Омск Зрителей: 11 832 |

| Отчёт | Отчёт                        | Отчёт                                                | Отчёт                                 | Отчёт                                                                          |
| --- | ---------------------------- | ---------------------------------------------------- | ------------------------------------- | ------------------------------------------------------------------------------ |
| |                              |                                                      |                                       |                                                                                |
| | Павел Хомченко — 00:00-60:00 | Вратари                                              | 00:00-60:00 — Владислав Подъяпольский | Судьи: Евгений Гамалей Антон Гофман Линейные судьи: Юрий Иванов Дмитрий Осипов |
| | Голы:                        |                                                      |                                       | Судьи: Евгений Гамалей Антон Гофман Линейные судьи: Юрий Иванов Дмитрий Осипов |
| Сергей Бойков — 08:36 Николай Прохоркин — 10:07 (М. Гуляев) Рид Буше (бол.) — 23:10 (В. Ткачёв, Д. Шарипзянов) Иван Игумнов — 27:42 (А. Чмыхов, И. Рейнгардт) Михаил Гуляев — 43:42 | 1:0 2:0 3:0 4:0 4:1 5:1      | 28:20 — Георгий Солянников (П. Куликов, С. Космачук) |                                       | Судьи: Евгений Гамалей Антон Гофман Линейные судьи: Юрий Иванов Дмитрий Осипов |
| |                              |                                                      |                                       | Судьи: Евгений Гамалей Антон Гофман Линейные судьи: Юрий Иванов Дмитрий Осипов |
| |                              |                                                      |                                       | Судьи: Евгений Гамалей Антон Гофман Линейные судьи: Юрий Иванов Дмитрий Осипов |
| |                              |                                                      |                                       | Судьи: Евгений Гамалей Антон Гофман Линейные судьи: Юрий Иванов Дмитрий Осипов |
| 13 мин | Штраф                        | 25 мин                                               |                                       | Судьи: Евгений Гамалей Антон Гофман Линейные судьи: Юрий Иванов Дмитрий Осипов |
| |                              |                                                      |                                       |                                                                                |
| | 47                           | Броски                                               | 23                                    |                                                                                |

| 3 марта 2024 13:30 | Авангард | 3 : 2 ОТ | Лада | G-Drive Арена, Омск |

| Отчёт | Отчёт | Отчёт | Отчёт | Отчёт |
| ----- | ----- | ----- | ----- | ----- |
|       |       |       |       |       |
|       |       |       |       |       |
|       |       |       |       |       |
|       |       |       |       |       |
|       |       |       |       |       |
|       |       |       |       |       |
|       |       |       |       |       |
|       |       |       |       |       |
|       |       |       |       |       |

| 5 марта 2024 18:00 | Лада | 1 : 3 | Авангард | Лада-Арена, Тольятти |

| Отчёт | Отчёт | Отчёт | Отчёт | Отчёт |
| ----- | ----- | ----- | ----- | ----- |
|       |       |       |       |       |
|       |       |       |       |       |
|       |       |       |       |       |
|       |       |       |       |       |
|       |       |       |       |       |
|       |       |       |       |       |
|       |       |       |       |       |
|       |       |       |       |       |
|       |       |       |       |       |

| 7 марта 2024 18:00 | Лада | 4 : 1 | Авангард | Лада-Арена, Тольятти |

| Отчёт | Отчёт | Отчёт | Отчёт | Отчёт |
| ----- | ----- | ----- | ----- | ----- |
|       |       |       |       |       |
|       |       |       |       |       |
|       |       |       |       |       |
|       |       |       |       |       |
|       |       |       |       |       |
|       |       |       |       |       |
|       |       |       |       |       |
|       |       |       |       |       |
|       |       |       |       |       |

| 9 марта 2024 13:30 | Авангард | 4 : 0 | Лада | G-Drive Арена, Омск |

| Отчёт | Отчёт | Отчёт | Отчёт | Отчёт |
| ----- | ----- | ----- | ----- | ----- |
|       |       |       |       |       |
|       |       |       |       |       |
|       |       |       |       |       |
|       |       |       |       |       |
|       |       |       |       |       |
|       |       |       |       |       |
|       |       |       |       |       |
|       |       |       |       |       |
|       |       |       |       |       |

#### (3) «Салават Юлаев» – (6) «Трактор»
Пара определилась 25 февраля.
Команды встретились в плей-офф Кубка Гагарина в четвёртый раз в истории.
По итогам 1/8 финала Салават Юлаев второй год подряд выбыл на этой стадии, будучи посеянным выше соперника (в 2023 году команда из Уфы проиграла Адмиралу со счетом 2-4).
| 29 февраля 2024 17:00 | Салават Юлаев | 2 : 3 (0:1, 2:1, 0:1) | Трактор | Уфа-Арена, Уфа Зрителей: 8 498 |

| Отчёт                                                                                             | Отчёт                           | Отчёт | Отчёт                    | Отчёт                                                                            |
| ------------------------------------------------------------------------------------------------- | ------------------------------- | --- | ------------------------ | -------------------------------------------------------------------------------- |
|                                                                                                   |                                 | |                          |                                                                                  |
|                                                                                                   | Александр Самонов — 00:00-58:30 | Вратари | 00:00-60:00 — Зак Фукале | Судьи: Денис Бондарь Иван Фатеев Линейные судьи: Дмитрий Головлёв Артём Савенков |
|                                                                                                   | Голы:                           | |                          | Судьи: Денис Бондарь Иван Фатеев Линейные судьи: Дмитрий Головлёв Артём Савенков |
| Данил Башкиров — 37:28 (Н. Мелош, А. Шаров) Михаил Науменков (бол.) — 39:18 (Д. Ливо, П. Коледов) | 0:1 0:2 1:2 2:2 2:3             | 04:33 — Александр Шаров (мен.) (В. Антипин, М. Котляревский) 28:08 — Альберт Яруллин (Н. Сошников, А. Блажиевский) 57:23 — Григорий Дронов (М. Шабанов, В. Ткачёв) |                          | Судьи: Денис Бондарь Иван Фатеев Линейные судьи: Дмитрий Головлёв Артём Савенков |
|                                                                                                   |                                 | |                          | Судьи: Денис Бондарь Иван Фатеев Линейные судьи: Дмитрий Головлёв Артём Савенков |
|                                                                                                   |                                 | |                          | Судьи: Денис Бондарь Иван Фатеев Линейные судьи: Дмитрий Головлёв Артём Савенков |
|                                                                                                   |                                 | |                          | Судьи: Денис Бондарь Иван Фатеев Линейные судьи: Дмитрий Головлёв Артём Савенков |
| 7 мин                                                                                             | Штраф                           | 12 мин |                          | Судьи: Денис Бондарь Иван Фатеев Линейные судьи: Дмитрий Головлёв Артём Савенков |
|                                                                                                   |                                 | |                          |                                                                                  |
|                                                                                                   | 34                              | Броски | 27                       |                                                                                  |

| 2 марта 2024 14:30 | Салават Юлаев | 4 : 1 | Трактор | Уфа-Арена, Уфа |

| Отчёт | Отчёт | Отчёт | Отчёт | Отчёт |
| ----- | ----- | ----- | ----- | ----- |
|       |       |       |       |       |
|       |       |       |       |       |
|       |       |       |       |       |
|       |       |       |       |       |
|       |       |       |       |       |
|       |       |       |       |       |
|       |       |       |       |       |
|       |       |       |       |       |
|       |       |       |       |       |

| 4 марта 2024 17:00 | Трактор | 3 : 2 | Салават Юлаев | ЛА «Трактор» им. В. Белоусова, Челябинск |

| Отчёт | Отчёт | Отчёт | Отчёт | Отчёт |
| ----- | ----- | ----- | ----- | ----- |
|       |       |       |       |       |
|       |       |       |       |       |
|       |       |       |       |       |
|       |       |       |       |       |
|       |       |       |       |       |
|       |       |       |       |       |
|       |       |       |       |       |
|       |       |       |       |       |
|       |       |       |       |       |

| 6 марта 2024 17:00 | Трактор | 2 : 3 | Салават Юлаев | ЛА «Трактор» им. В. Белоусова, Челябинск |

| Отчёт | Отчёт | Отчёт | Отчёт | Отчёт |
| ----- | ----- | ----- | ----- | ----- |
|       |       |       |       |       |
|       |       |       |       |       |
|       |       |       |       |       |
|       |       |       |       |       |
|       |       |       |       |       |
|       |       |       |       |       |
|       |       |       |       |       |
|       |       |       |       |       |
|       |       |       |       |       |

| 8 марта 2024 14:30 | Салават Юлаев | 1 : 2 | Трактор | Уфа-Арена, Уфа |

| Отчёт | Отчёт | Отчёт | Отчёт | Отчёт |
| ----- | ----- | ----- | ----- | ----- |
|       |       |       |       |       |
|       |       |       |       |       |
|       |       |       |       |       |
|       |       |       |       |       |
|       |       |       |       |       |
|       |       |       |       |       |
|       |       |       |       |       |
|       |       |       |       |       |
|       |       |       |       |       |

| 10 марта 2024 14:30 | Трактор | 4 : 2 | Салават Юлаев | ЛА «Трактор» им. В. Белоусова, Челябинск |

| Отчёт | Отчёт | Отчёт | Отчёт | Отчёт |
| ----- | ----- | ----- | ----- | ----- |
|       |       |       |       |       |
|       |       |       |       |       |
|       |       |       |       |       |
|       |       |       |       |       |
|       |       |       |       |       |
|       |       |       |       |       |
|       |       |       |       |       |
|       |       |       |       |       |
|       |       |       |       |       |

#### (4) «Ак Барс» – (5) «Автомобилист»
Пара определилась 25 февраля.
Команды встретились в плей-офф Кубка Гагарина во второй раз в истории (в предыдущий раз — в 2015 году).
| 29 февраля 2024 19:30 | Ак Барс | 1 : 2 (0:2, 0:0, 1:0) | Автомобилист | Татнефть Арена, Казань Зрителей: 7 034 |

| Отчёт                                                 | Отчёт                                                   | Отчёт                                                                                       | Отчёт                        | Отчёт                                                                                       |
| ----------------------------------------------------- | ------------------------------------------------------- | ------------------------------------------------------------------------------------------- | ---------------------------- | ------------------------------------------------------------------------------------------- |
|                                                       |                                                         |                                                                                             |                              |                                                                                             |
|                                                       | Тимур Билялов — 00:00-46:48 Тимур Билялов — 46:54-58:31 | Вратари                                                                                     | 00:00-60:00 — Евгений Аликин | Судьи: Николай Акузовский Сергей Беляев Линейные судьи: Евгений Стрельцов Антон Понамаренко |
|                                                       | Голы:                                                   |                                                                                             |                              | Судьи: Николай Акузовский Сергей Беляев Линейные судьи: Евгений Стрельцов Антон Понамаренко |
| Вадим Шипачёв (бол.) — 49:51 (И. Сафонов, А. Радулов) | 0:1 0:2 1:2                                             | 12:29 — Сергей Широков (бол.) (Б. Мэйсек, Н. Эберт) 16:17 — Ник Эберт (Н. Трямкин, К. Волк) |                              | Судьи: Николай Акузовский Сергей Беляев Линейные судьи: Евгений Стрельцов Антон Понамаренко |
|                                                       |                                                         |                                                                                             |                              | Судьи: Николай Акузовский Сергей Беляев Линейные судьи: Евгений Стрельцов Антон Понамаренко |
|                                                       |                                                         |                                                                                             |                              | Судьи: Николай Акузовский Сергей Беляев Линейные судьи: Евгений Стрельцов Антон Понамаренко |
|                                                       |                                                         |                                                                                             |                              | Судьи: Николай Акузовский Сергей Беляев Линейные судьи: Евгений Стрельцов Антон Понамаренко |
| 6 мин                                                 | Штраф                                                   | 8 мин                                                                                       |                              | Судьи: Николай Акузовский Сергей Беляев Линейные судьи: Евгений Стрельцов Антон Понамаренко |
|                                                       |                                                         |                                                                                             |                              |                                                                                             |
|                                                       | 31                                                      | Броски                                                                                      | 25                           |                                                                                             |

| 2 марта 2024 17:00 | Ак Барс | 0 : 4 (0:0, 0:2, 0:2) | Автомобилист | Татнефть Арена, Казань Зрителей: 8 457 |

| Отчёт  | Отчёт                                                   | Отчёт | Отчёт                        | Отчёт                                                                                  |
| ------ | ------------------------------------------------------- | --- | ---------------------------- | -------------------------------------------------------------------------------------- |
|        |                                                         | |                              |                                                                                        |
|        | Тимур Билялов — 00:00-44:54 Амир Мифтахов — 44:54-58:05 | Вратари | 00:00-60:00 — Евгений Аликин | Судьи: Сергей Юдаков Сергей Беляев Линейные судьи: Евгений Стрельцов Антон Понамаренко |
|        | Голы:                                                   | |                              | Судьи: Сергей Юдаков Сергей Беляев Линейные судьи: Евгений Стрельцов Антон Понамаренко |
|        | 0:1 0:2 0:3 0:4                                         | 20:30 — Джесси Блэкер (бол.) (Б. Мэйсек, С. Широков) 22:30 — С. Широков (бол.) (Б. Мэйсек, К. Волк) 43:24 — Б. Мэйсек (К. Волк, С. Широков) 44:54 — Анатолий Голышев (А. Макеев, Д. Романцев) |                              | Судьи: Сергей Юдаков Сергей Беляев Линейные судьи: Евгений Стрельцов Антон Понамаренко |
|        |                                                         | |                              | Судьи: Сергей Юдаков Сергей Беляев Линейные судьи: Евгений Стрельцов Антон Понамаренко |
|        |                                                         | |                              | Судьи: Сергей Юдаков Сергей Беляев Линейные судьи: Евгений Стрельцов Антон Понамаренко |
|        |                                                         | |                              | Судьи: Сергей Юдаков Сергей Беляев Линейные судьи: Евгений Стрельцов Антон Понамаренко |
| 42 мин | Штраф                                                   | 19 мин |                              | Судьи: Сергей Юдаков Сергей Беляев Линейные судьи: Евгений Стрельцов Антон Понамаренко |
|        |                                                         | |                              |                                                                                        |
|        | 34                                                      | Броски | 33                           |                                                                                        |

| 4 марта 2024 17:00 | Автомобилист | 3 : 1 (0:0, 1:0, 2:1) | Ак Барс | КРК «Уралец», Екатеринбург Зрителей: 5 545 |

| Отчёт | Отчёт                        | Отчёт                                        | Отчёт                                                   | Отчёт                                                                                          |
| --- | ---------------------------- | -------------------------------------------- | ------------------------------------------------------- | ---------------------------------------------------------------------------------------------- |
| |                              |                                              |                                                         |                                                                                                |
| | Евгений Аликин — 00:00-60:00 | Вратари                                      | 00:00-57:55 — Тимур Билялов 59:32-60:00 — Тимур Билялов | Судьи: Константин Оленин Евгений Ромасько Линейные судьи: Ярослав Париков Александр Садовников |
| | Голы:                        |                                              |                                                         | Судьи: Константин Оленин Евгений Ромасько Линейные судьи: Ярослав Париков Александр Садовников |
| Анатолий Голышев (бол.) — 25:55 (С. Широков, Б. Мэйсек) Анатолий Голышев — 52:10 (А. Макеев, C. Зборовский) Анатолий Голышев (п.в.) — 59:32 | 1:0 1:1 2:1 3:1              | 41:51 — Илья Сафонов (К. Петров, К. Адамчук) |                                                         | Судьи: Константин Оленин Евгений Ромасько Линейные судьи: Ярослав Париков Александр Садовников |
| |                              |                                              |                                                         | Судьи: Константин Оленин Евгений Ромасько Линейные судьи: Ярослав Париков Александр Садовников |
| |                              |                                              |                                                         | Судьи: Константин Оленин Евгений Ромасько Линейные судьи: Ярослав Париков Александр Садовников |
| |                              |                                              |                                                         | Судьи: Константин Оленин Евгений Ромасько Линейные судьи: Ярослав Париков Александр Садовников |
| 6 мин | Штраф                        | 10 мин                                       |                                                         | Судьи: Константин Оленин Евгений Ромасько Линейные судьи: Ярослав Париков Александр Садовников |
| |                              |                                              |                                                         |                                                                                                |
| | 39                           | Броски                                       | 27                                                      |                                                                                                |

| 6 марта 2024 17:00 | Автомобилист | 0 : 5 (0:2, 0:1, 0:2) | Ак Барс | КРК «Уралец», Екатеринбург Зрителей: 5 545 |

| Отчёт | Отчёт                                                      | Отчёт | Отчёт                       | Отчёт                                                                                          |
| ----- | ---------------------------------------------------------- | --- | --------------------------- | ---------------------------------------------------------------------------------------------- |
|       |                                                            | |                             |                                                                                                |
|       | Евгений Аликин — 00:00-06:13 Владимир Галкин — 06:13-60:00 | Вратари | 00:00-60:00 — Тимур Билялов | Судьи: Алексей Васильев Константин Оленин Линейные судьи: Ярослав Париков Александр Садовников |
|       | Голы:                                                      | |                             | Судьи: Алексей Васильев Константин Оленин Линейные судьи: Ярослав Париков Александр Садовников |
|       | 0:1 0:2 0:3 0:4 0:5                                        | 04:22 — Семён Кошелев (Митчелл Миллер, Дмитрий Юдин) 06:13 — Дмитрий Юдин (Александр Радулов, Митчелл Миллер) 30:23 — Никита Дыняк (Митчелл Миллер, Тимур Билялов) 56:31 — Евгений Свечников (Кирилл Петров, Вадим Шипачёв) 59:54 — Дмитрий Яшкин (бол.) (Дмитрий Юдин, Александр Радулов) |                             | Судьи: Алексей Васильев Константин Оленин Линейные судьи: Ярослав Париков Александр Садовников |
|       |                                                            | |                             | Судьи: Алексей Васильев Константин Оленин Линейные судьи: Ярослав Париков Александр Садовников |
|       |                                                            | |                             | Судьи: Алексей Васильев Константин Оленин Линейные судьи: Ярослав Париков Александр Садовников |
|       |                                                            | |                             | Судьи: Алексей Васильев Константин Оленин Линейные судьи: Ярослав Париков Александр Садовников |
| 6 мин | Штраф                                                      | 4 мин |                             | Судьи: Алексей Васильев Константин Оленин Линейные судьи: Ярослав Париков Александр Садовников |
|       |                                                            | |                             |                                                                                                |
|       | 27                                                         | Броски | 27                          |                                                                                                |

| 8 марта 2024 17:00 | Ак Барс | 1 : 2 (0:1, 1:0, 0:1) | Автомобилист | Татнефть Арена, Казань Зрителей: 8 248 |

| Отчёт                                                          | Отчёт                       | Отчёт                                                                                   | Отчёт                        | Отчёт                                                                                       |
| -------------------------------------------------------------- | --------------------------- | --------------------------------------------------------------------------------------- | ---------------------------- | ------------------------------------------------------------------------------------------- |
|                                                                |                             |                                                                                         |                              |                                                                                             |
|                                                                | Тимур Билялов — 00:00-58:00 | Вратари                                                                                 | 00:00-60:00 — Евгений Аликин | Судьи: Николай Акузовский Алексей Белов Линейные судьи: Сергей Шелянин Александр Садовников |
|                                                                | Голы:                       |                                                                                         |                              | Судьи: Николай Акузовский Алексей Белов Линейные судьи: Сергей Шелянин Александр Садовников |
| Александр Радулов (бол.) — 20:31 (Дмитрий Яшкин, Дмитрий Юдин) | 0:1 :1 1:2                  | 19:39 — Алексей Бывальцев (мен.) 43:19 — Семён Кизимов (Степан Хрипунов, Джесси Блэкер) |                              | Судьи: Николай Акузовский Алексей Белов Линейные судьи: Сергей Шелянин Александр Садовников |
|                                                                |                             |                                                                                         |                              | Судьи: Николай Акузовский Алексей Белов Линейные судьи: Сергей Шелянин Александр Садовников |
|                                                                |                             |                                                                                         |                              | Судьи: Николай Акузовский Алексей Белов Линейные судьи: Сергей Шелянин Александр Садовников |
|                                                                |                             |                                                                                         |                              | Судьи: Николай Акузовский Алексей Белов Линейные судьи: Сергей Шелянин Александр Садовников |
| 4 мин                                                          | Штраф                       | 8 мин                                                                                   |                              | Судьи: Николай Акузовский Алексей Белов Линейные судьи: Сергей Шелянин Александр Садовников |
|                                                                |                             |                                                                                         |                              |                                                                                             |
|                                                                | 31                          | Броски                                                                                  | 36                           |                                                                                             |

### Западная конференция

#### (1) «Динамо» (Москва) – (8) «Динамо» (Минск)
Пара определилась 25 февраля.
Команды встретились в плей-офф Кубка Гагарина впервые с 2012 года, когда московская команда стала обладателем главного трофея.
Московское Динамо, заняв первое место в Западной конференции и выиграв Кубок Континента, повторило свое достижение 2014 года. С 2015 по 2023 годы эти титулы неизменно доставались одной из армейских команд (ЦСКА или СКА).
| 2 марта 2024 17:00 | Динамо (Москва) | 4 : 1 | Динамо (Минск) | ВТБ Арена, Москва |

| Отчёт | Отчёт | Отчёт | Отчёт | Отчёт |
| ----- | ----- | ----- | ----- | ----- |
|       |       |       |       |       |
|       |       |       |       |       |
|       |       |       |       |       |
|       |       |       |       |       |
|       |       |       |       |       |
|       |       |       |       |       |
|       |       |       |       |       |
|       |       |       |       |       |
|       |       |       |       |       |

| 4 марта 2024 19:30 | Динамо (Москва) | 4 : 3 | Динамо (Минск) | ВТБ Арена, Москва |

| Отчёт | Отчёт | Отчёт | Отчёт | Отчёт |
| ----- | ----- | ----- | ----- | ----- |
|       |       |       |       |       |
|       |       |       |       |       |
|       |       |       |       |       |
|       |       |       |       |       |
|       |       |       |       |       |
|       |       |       |       |       |
|       |       |       |       |       |
|       |       |       |       |       |
|       |       |       |       |       |

| 6 марта 2024 19:30 | Динамо (Минск) | 3 : 1 | Динамо (Москва) | Минск-Арена, Минск |

| Отчёт | Отчёт | Отчёт | Отчёт | Отчёт |
| ----- | ----- | ----- | ----- | ----- |
|       |       |       |       |       |
|       |       |       |       |       |
|       |       |       |       |       |
|       |       |       |       |       |
|       |       |       |       |       |
|       |       |       |       |       |
|       |       |       |       |       |
|       |       |       |       |       |
|       |       |       |       |       |

| 8 марта 2024 17:00 | Динамо (Минск) | 2 : 3 OT | Динамо (Москва) | Минск-Арена, Минск |

| Отчёт | Отчёт | Отчёт | Отчёт | Отчёт |
| ----- | ----- | ----- | ----- | ----- |
|       |       |       |       |       |
|       |       |       |       |       |
|       |       |       |       |       |
|       |       |       |       |       |
|       |       |       |       |       |
|       |       |       |       |       |
|       |       |       |       |       |
|       |       |       |       |       |
|       |       |       |       |       |

| 10 марта 2024 17:00 | Динамо (Москва) | 1 : 2 OT | Динамо (Минск) | ВТБ Арена, Москва |

| Отчёт | Отчёт | Отчёт | Отчёт | Отчёт |
| ----- | ----- | ----- | ----- | ----- |
|       |       |       |       |       |
|       |       |       |       |       |
|       |       |       |       |       |
|       |       |       |       |       |
|       |       |       |       |       |
|       |       |       |       |       |
|       |       |       |       |       |
|       |       |       |       |       |
|       |       |       |       |       |

| 12 марта 2024 19:30 | Динамо (Минск) | 1 : 3 | Динамо (Москва) | Минск-Арена, Минск |

| Отчёт | Отчёт | Отчёт | Отчёт | Отчёт |
| ----- | ----- | ----- | ----- | ----- |
|       |       |       |       |       |
|       |       |       |       |       |
|       |       |       |       |       |
|       |       |       |       |       |
|       |       |       |       |       |
|       |       |       |       |       |
|       |       |       |       |       |
|       |       |       |       |       |
|       |       |       |       |       |

#### (2) СКА – (7) «Торпедо»
Пара определилась 26 февраля.
Команды встречались в плей-офф второй сезон подряд. В прошлом сезоне СКА одержал победу над Торпедо в 4 матчах.
| 1 марта 2024 19:30 | СКА | 2 : 5 (1:2, 1:1, 0:2) | Торпедо | СКА Арена, Санкт-Петербург Зрителей: 23 905 |

| Отчёт                                                                                             | Отчёт | Отчёт | Отчёт                        | Отчёт                                                                               |
| ------------------------------------------------------------------------------------------------- | --- | --- | ---------------------------- | ----------------------------------------------------------------------------------- |
|                                                                                                   | | |                              |                                                                                     |
|                                                                                                   | Никита Серебряков — 00:00-07:36 Павел Мойсевич — 07:36-56:36 Павел Мойсевич — 57:45-58:27 Павел Мойсевич — 59:50-60:00 | Вратари | 00:00-60:00 — Иван Кульбаков | Судьи: Станислав Раминг Виктор Гашилов Линейные судьи: Максим Берсенёв Евгений Юдин |
|                                                                                                   | Голы: | |                              | Судьи: Станислав Раминг Виктор Гашилов Линейные судьи: Максим Берсенёв Евгений Юдин |
| Василий Глотов — 10:28 (М. Хайруллин) Сергей Толчинский (бол.) — 38:04 (А. Кадейкин, М. Воробьёв) | 0:1 0:2 1:2 1:3 2:3 2:4 2:5                                                                                            | 06:15 — Сергей Гончарук (мен.) (Н. Коваленко, Д. Бреус) 07:36 — Василий Атанасов (Б. Линч) 36:27 — Василий Атанасов (Б. Линч) 57:45 — Сергей Гончарук (п.в.) Владислав Фирстов (п.в.) (А. Силаев) |                              | Судьи: Станислав Раминг Виктор Гашилов Линейные судьи: Максим Берсенёв Евгений Юдин |
|                                                                                                   | | |                              | Судьи: Станислав Раминг Виктор Гашилов Линейные судьи: Максим Берсенёв Евгений Юдин |
|                                                                                                   | | |                              | Судьи: Станислав Раминг Виктор Гашилов Линейные судьи: Максим Берсенёв Евгений Юдин |
|                                                                                                   | | |                              | Судьи: Станислав Раминг Виктор Гашилов Линейные судьи: Максим Берсенёв Евгений Юдин |
| 8 мин                                                                                             | Штраф | 10 мин |                              | Судьи: Станислав Раминг Виктор Гашилов Линейные судьи: Максим Берсенёв Евгений Юдин |
|                                                                                                   | | |                              |                                                                                     |
|                                                                                                   | 44 | Броски | 24                           |                                                                                     |

| 3 марта 2024 17:00 | СКА | 3 : 2 OT | Торпедо | СКА Арена, Санкт-Петербург Зрителей: 23 996 |

| Отчёт | Отчёт | Отчёт | Отчёт | Отчёт |
| ----- | ----- | ----- | ----- | ----- |
|       |       |       |       |       |
|       |       |       |       |       |
|       |       |       |       |       |
|       |       |       |       |       |
|       |       |       |       |       |
|       |       |       |       |       |
|       |       |       |       |       |
|       |       |       |       |       |
|       |       |       |       |       |

| 5 марта 2024 19:30 | Торпедо | 2 : 5 | СКА | КРК «Нагорный», Нижний Новгород |

| Отчёт | Отчёт | Отчёт | Отчёт | Отчёт |
| ----- | ----- | ----- | ----- | ----- |
|       |       |       |       |       |
|       |       |       |       |       |
|       |       |       |       |       |
|       |       |       |       |       |
|       |       |       |       |       |
|       |       |       |       |       |
|       |       |       |       |       |
|       |       |       |       |       |
|       |       |       |       |       |

| 7 марта 2024 19:30 | Торпедо | 1 : 4 | СКА | КРК «Нагорный», Нижний Новгород |

| Отчёт | Отчёт | Отчёт | Отчёт | Отчёт |
| ----- | ----- | ----- | ----- | ----- |
|       |       |       |       |       |
|       |       |       |       |       |
|       |       |       |       |       |
|       |       |       |       |       |
|       |       |       |       |       |
|       |       |       |       |       |
|       |       |       |       |       |
|       |       |       |       |       |
|       |       |       |       |       |

| 9 марта 2024 17:00 | СКА | 3 : 0 | Торпедо | СКА Арена, Санкт-Петербург |

| Отчёт | Отчёт | Отчёт | Отчёт | Отчёт |
| ----- | ----- | ----- | ----- | ----- |
|       |       |       |       |       |
|       |       |       |       |       |
|       |       |       |       |       |
|       |       |       |       |       |
|       |       |       |       |       |
|       |       |       |       |       |
|       |       |       |       |       |
|       |       |       |       |       |
|       |       |       |       |       |

#### (3) «Локомотив» – (6) ЦСКА
Пара определилась 26 февраля.
Команды встретились в плей-офф четвёртый год подряд.
ЦСКА впервые с 2014 года не вышел в 1/4 финала КХЛ и впервые с 2017 года — в 1/2 финала КХЛ.
| 29 февраля 2024 19:30 | Локомотив | 0 : 4 (0:2, 0:2, 0:0) | ЦСКА | Арена 2000, Ярославль Зрителей: 7 221 |

| Отчёт | Отчёт                                                 | Отчёт | Отчёт                      | Отчёт                                                                                   |
| ----- | ----------------------------------------------------- | --- | -------------------------- | --------------------------------------------------------------------------------------- |
|       |                                                       | |                            |                                                                                         |
|       | Даниил Исаев — 00:00-20:39 Даниил Исаев — 20:46-60:00 | Вратари | 00:00-60:00 — Иван Федотов | Судьи: Алексей Васильев Константин Оленин Линейные судьи: Никита Вилюгин Никита Поляков |
|       | Голы:                                                 | |                            | Судьи: Алексей Васильев Константин Оленин Линейные судьи: Никита Вилюгин Никита Поляков |
|       | 0:1 0:2 0:3 0:4                                       | 05:49 — Михаил Григоренко (М. Соркин) 17:38 — Антон Слепышев(бол.) (М. Григоренко, Н. Нестеров) 31:58 — Никита Нестеров (Я. Дыбленко, М. Григоренко) 37:45 — Виталий Абрамов (В. Провольнев, К. Окулов) |                            | Судьи: Алексей Васильев Константин Оленин Линейные судьи: Никита Вилюгин Никита Поляков |
|       |                                                       | |                            | Судьи: Алексей Васильев Константин Оленин Линейные судьи: Никита Вилюгин Никита Поляков |
|       |                                                       | |                            | Судьи: Алексей Васильев Константин Оленин Линейные судьи: Никита Вилюгин Никита Поляков |
|       |                                                       | |                            | Судьи: Алексей Васильев Константин Оленин Линейные судьи: Никита Вилюгин Никита Поляков |
| 4 мин | Штраф                                                 | 8 мин |                            | Судьи: Алексей Васильев Константин Оленин Линейные судьи: Никита Вилюгин Никита Поляков |
|       |                                                       | |                            |                                                                                         |
|       | 38                                                    | Броски | 23                         |                                                                                         |

| 2 марта 2024 17:00 | Локомотив | 2 : 1 (0:1, 2:0, 0:0) | ЦСКА | Арена 2000, Ярославль Зрителей: 7 377 |

| Отчёт                                                                                               | Отчёт                      | Отчёт                                                 | Отчёт                      | Отчёт                                                                                   |
| --------------------------------------------------------------------------------------------------- | -------------------------- | ----------------------------------------------------- | -------------------------- | --------------------------------------------------------------------------------------- |
| |                            |                                                       |                            |                                                                                         |
| | Даниил Исаев — 00:00-60:00 | Вратари                                               | 00:00-60:00 — Иван Федотов | Судьи: Максим Сидоренко Константин Оленин Линейные судьи: Никита Вилюгин Никита Поляков |
| | Голы:                      |                                                       |                            | Судьи: Максим Сидоренко Константин Оленин Линейные судьи: Никита Вилюгин Никита Поляков |
| 36:43 — Александр Елесин (Павел Красковский) 39:37 — Денис Алексеев (Степан Никулин,Андрей Сергеев) | 0:1 1:1 2:1                | 12:16 — Даррен Диц (Сергей Светлаков, Антон Слепышев) |                            | Судьи: Максим Сидоренко Константин Оленин Линейные судьи: Никита Вилюгин Никита Поляков |
| |                            |                                                       |                            | Судьи: Максим Сидоренко Константин Оленин Линейные судьи: Никита Вилюгин Никита Поляков |
| |                            |                                                       |                            | Судьи: Максим Сидоренко Константин Оленин Линейные судьи: Никита Вилюгин Никита Поляков |
| |                            |                                                       |                            | Судьи: Максим Сидоренко Константин Оленин Линейные судьи: Никита Вилюгин Никита Поляков |
| 14 мин                                                                                              | Штраф                      | 14 мин                                                |                            | Судьи: Максим Сидоренко Константин Оленин Линейные судьи: Никита Вилюгин Никита Поляков |
| |                            |                                                       |                            |                                                                                         |
| | 34                         | Броски                                                | 15                         |                                                                                         |

| 4 марта 2024 19:30 | ЦСКА | 2 : 3 ОТ (0:0, 0:2, 2:0, 0:1) | Локомотив | ЦСКА Арена, Москва Зрителей: 8 619 |

| Отчёт | Отчёт                      | Отчёт | Отчёт                      | Отчёт                                                                             |
| --- | -------------------------- | --- | -------------------------- | --------------------------------------------------------------------------------- |
| |                            | |                            |                                                                                   |
| | Иван Федотов — 00:00-65:43 | Вратари | 00:00-65:43 — Даниил Исаев | Судьи: Виктор Бирин Сергей Юдаков Линейные судьи: Максим Куприянов Торнике Кучава |
| | Голы:                      | |                            | Судьи: Виктор Бирин Сергей Юдаков Линейные судьи: Максим Куприянов Торнике Кучава |
| 42:43 — Павел Карнаухов (Ярослав Дыбленко, Прохор Полтапов) 52:51 — Михаил Григоренко(бол.) (Владислав Провольнев,Константин Окулов) | 0:1 0:2 1:2 2:2 2:3        | 33:48 — Даниил Бут(бол.) (Степан Никулиин, Рушан Рафиков) 35:36 — Георгий Иванов(бол.) (Степан Никулиин, Даниил Бут) 65:43 — Денис Алексеев (Александр Елесин, Степан Никулин) |                            | Судьи: Виктор Бирин Сергей Юдаков Линейные судьи: Максим Куприянов Торнике Кучава |
| |                            | |                            | Судьи: Виктор Бирин Сергей Юдаков Линейные судьи: Максим Куприянов Торнике Кучава |
| |                            | |                            | Судьи: Виктор Бирин Сергей Юдаков Линейные судьи: Максим Куприянов Торнике Кучава |
| |                            | |                            | Судьи: Виктор Бирин Сергей Юдаков Линейные судьи: Максим Куприянов Торнике Кучава |
| 12 мин | Штраф                      | 10 мин |                            | Судьи: Виктор Бирин Сергей Юдаков Линейные судьи: Максим Куприянов Торнике Кучава |
| |                            | |                            |                                                                                   |
| | 28                         | Броски | 31                         |                                                                                   |

| 6 марта 2024 19:30 | ЦСКА | 1 : 2 (1:0, 0:2, 0:0) | Локомотив | ЦСКА Арена, Москва Зрителей: 9 429 |

| Отчёт                                         | Отчёт                      | Отчёт                                                                                         | Отчёт                      | Отчёт                                                                                 |
| --------------------------------------------- | -------------------------- | --------------------------------------------------------------------------------------------- | -------------------------- | ------------------------------------------------------------------------------------- |
|                                               |                            |                                                                                               |                            |                                                                                       |
|                                               | Иван Федотов — 00:00-58:26 | Вратари                                                                                       | 00:00-60:00 — Даниил Исаев | Судьи: Николай Акузовский Сергей Морозов Линейные судьи: Дмитрий Сивов Сергей Шелянин |
|                                               | Голы:                      |                                                                                               |                            | Судьи: Николай Акузовский Сергей Морозов Линейные судьи: Дмитрий Сивов Сергей Шелянин |
| 14:16 — Владислав Каменев (Михаил Григоренко) | 1:0 1:1 1:2                | 20:36 — Максим Шалунов (Артур Каюмов, Максим Берёзкин) 23:28 — Денис Алексеев (Рушан Рафиков) |                            | Судьи: Николай Акузовский Сергей Морозов Линейные судьи: Дмитрий Сивов Сергей Шелянин |
|                                               |                            |                                                                                               |                            | Судьи: Николай Акузовский Сергей Морозов Линейные судьи: Дмитрий Сивов Сергей Шелянин |
|                                               |                            |                                                                                               |                            | Судьи: Николай Акузовский Сергей Морозов Линейные судьи: Дмитрий Сивов Сергей Шелянин |
|                                               |                            |                                                                                               |                            | Судьи: Николай Акузовский Сергей Морозов Линейные судьи: Дмитрий Сивов Сергей Шелянин |
| 4 мин                                         | Штраф                      | 6 мин                                                                                         |                            | Судьи: Николай Акузовский Сергей Морозов Линейные судьи: Дмитрий Сивов Сергей Шелянин |
|                                               |                            |                                                                                               |                            |                                                                                       |
|                                               | 34                         | Броски                                                                                        | 18                         |                                                                                       |

| 8 марта 2024 17:00 | Локомотив | 6 : 3 (4:2, 2:0, 0:1) | ЦСКА | Арена 2000, Ярославль Зрителей: 7 659 |

| Отчёт | Отчёт                               | Отчёт | Отчёт                      | Отчёт                                                                            |
| --- | ----------------------------------- | --- | -------------------------- | -------------------------------------------------------------------------------- |
| |                                     | |                            |                                                                                  |
| | Даниил Исаев — 00:00-60:00          | Вратари | 00:00-60:00 — Иван Федотов | Судьи: Сергей Морозов Виктор Гашилов Линейные судьи: Юрий Иванов Ярослав Париков |
| | Голы:                               | |                            | Судьи: Сергей Морозов Виктор Гашилов Линейные судьи: Юрий Иванов Ярослав Париков |
| 05:41 — Александр Полунин (Андрей Сергеев, Рушан Рафиков) 08:58 — Александр Елесин 9:53— Андрей Сергеев(бол.) (Мартин Гернат, Артур Каюмов) 19:59 — Алексей Береглазов (Георгий Иванов) 24:15 — Иван Чехович (Александр Полунин, Павел Красковский) 36:49 — Максим Шалунов (Артур Каюмов, Максим Берёзкин) | 1:0 2:0 3:0 3:1 3:2 4:2 5:2 6:2 6:3 | 11:52 — Михаил Григоренко (Владислав Провольнев) 13:37 — Владислав Каменев (Константин Окулов) 59:01 — Никита Нестеров (Михаил Григоренко, Владислав Каменев) |                            | Судьи: Сергей Морозов Виктор Гашилов Линейные судьи: Юрий Иванов Ярослав Париков |
| |                                     | |                            | Судьи: Сергей Морозов Виктор Гашилов Линейные судьи: Юрий Иванов Ярослав Париков |
| |                                     | |                            | Судьи: Сергей Морозов Виктор Гашилов Линейные судьи: Юрий Иванов Ярослав Париков |
| |                                     | |                            | Судьи: Сергей Морозов Виктор Гашилов Линейные судьи: Юрий Иванов Ярослав Париков |
| 2 мин | Штраф                               | 4 мин |                            | Судьи: Сергей Морозов Виктор Гашилов Линейные судьи: Юрий Иванов Ярослав Париков |
| |                                     | |                            |                                                                                  |
| | 34                                  | Броски | 27                         |                                                                                  |

#### (4) «Спартак» – (5) «Северсталь»
Пара определилась раньше других – 21 февраля.
Команды встретились в плей-офф Кубка Гагарина впервые в истории.
Спартак вернулся в плей-офф после пропуска хоккейной весны в 2023 году.
| 29 февраля 2024 19:30 | Спартак | 3 : 2 (3:1, 0:0, 0:1) | Северсталь | Мегаспорт, Москва Зрителей: 8 048 |

| Отчёт | Отчёт                          | Отчёт                                                                                          | Отчёт                            | Отчёт                                                                            |
| --- | ------------------------------ | ---------------------------------------------------------------------------------------------- | -------------------------------- | -------------------------------------------------------------------------------- |
| |                                |                                                                                                |                                  |                                                                                  |
| | Дмитрий Николаев — 00:00-60:00 | Вратари                                                                                        | 00:00-58:58 — Александр Самойлов | Судьи: Виктор Бирин Сергей Морозов Линейные судьи: Сергей Шелянин Торнике Кучава |
| | Голы:                          |                                                                                                |                                  | Судьи: Виктор Бирин Сергей Морозов Линейные судьи: Сергей Шелянин Торнике Кучава |
| Павел Порядин — 06:16 (Н. Голдобин, И. Морозов) Егор Савиков (бол.) — 08:46 (Н. Голдобин) Михал Чайковский — 16:13 (П. Порядин) | 1:0 2:0 3:0 3:1 3:2            | 16:46 — Кирилл Пилипенко (М. Ильин, Д. Аймурзин) 48:23 — Данил Аймурзин (М. Ильин, Н. Буренов) |                                  | Судьи: Виктор Бирин Сергей Морозов Линейные судьи: Сергей Шелянин Торнике Кучава |
| |                                |                                                                                                |                                  | Судьи: Виктор Бирин Сергей Морозов Линейные судьи: Сергей Шелянин Торнике Кучава |
| |                                |                                                                                                |                                  | Судьи: Виктор Бирин Сергей Морозов Линейные судьи: Сергей Шелянин Торнике Кучава |
| |                                |                                                                                                |                                  | Судьи: Виктор Бирин Сергей Морозов Линейные судьи: Сергей Шелянин Торнике Кучава |
| 10 мин | Штраф                          | 6 мин                                                                                          |                                  | Судьи: Виктор Бирин Сергей Морозов Линейные судьи: Сергей Шелянин Торнике Кучава |
| |                                |                                                                                                |                                  |                                                                                  |
| | 27                             | Броски                                                                                         | 31                               |                                                                                  |

| 2 марта 2024 17:00 | Спартак | 1 : 2 | Северсталь | Мегаспорт, Москва |

| Отчёт | Отчёт | Отчёт | Отчёт | Отчёт |
| ----- | ----- | ----- | ----- | ----- |
|       |       |       |       |       |
|       |       |       |       |       |
|       |       |       |       |       |
|       |       |       |       |       |
|       |       |       |       |       |
|       |       |       |       |       |
|       |       |       |       |       |
|       |       |       |       |       |
|       |       |       |       |       |

| 4 марта 2024 19:30 | Северсталь | 3 : 7 | Спартак | Ледовый дворец, Череповец |

| Отчёт | Отчёт | Отчёт | Отчёт | Отчёт |
| ----- | ----- | ----- | ----- | ----- |
|       |       |       |       |       |
|       |       |       |       |       |
|       |       |       |       |       |
|       |       |       |       |       |
|       |       |       |       |       |
|       |       |       |       |       |
|       |       |       |       |       |
|       |       |       |       |       |
|       |       |       |       |       |

| 6 марта 2024 19:30 | Северсталь | 4 : 5 OT | Спартак | Ледовый дворец, Череповец |

| Отчёт | Отчёт | Отчёт | Отчёт | Отчёт |
| ----- | ----- | ----- | ----- | ----- |
|       |       |       |       |       |
|       |       |       |       |       |
|       |       |       |       |       |
|       |       |       |       |       |
|       |       |       |       |       |
|       |       |       |       |       |
|       |       |       |       |       |
|       |       |       |       |       |
|       |       |       |       |       |

| 8 марта 2024 17:00 | Спартак | 5 : 1 | Северсталь | Мегаспорт, Москва |

| Отчёт | Отчёт | Отчёт | Отчёт | Отчёт |
| ----- | ----- | ----- | ----- | ----- |
|       |       |       |       |       |
|       |       |       |       |       |
|       |       |       |       |       |
|       |       |       |       |       |
|       |       |       |       |       |
|       |       |       |       |       |
|       |       |       |       |       |
|       |       |       |       |       |
|       |       |       |       |       |

## Четвертьфиналы
Время начала матчей дано по Московскому времени (UTC+3).

### Перепосев команд
Новинкой сезона 2023/24 является перепосев команд перед четвертьфиналами: в каждой паре одна из команд Западной конференции будет играть с командой Восточной конференции, по следующей схеме:
|  | Четвертьфиналы | Четвертьфиналы | Четвертьфиналы | Четвертьфиналы | Четвертьфиналы | Четвертьфиналы | Четвертьфиналы | Четвертьфиналы | Четвертьфиналы | Четвертьфиналы |  |  | Полуфиналы | Полуфиналы | Полуфиналы | Полуфиналы | Полуфиналы | Полуфиналы | Полуфиналы | Полуфиналы | Полуфиналы | Полуфиналы |  |  | Финал | Финал | Финал | Финал | Финал | Финал | Финал | Финал | Финал | Финал |
|  |                |                |                |                |                |                |                |                |                |                |  |  |            |            |            |            |            |            |            |            |            |            |  |  |       |       |       |       |       |       |       |       |       |       |
|  | Запад 1        |                |                |                |                |                |                |                |                |                |  |  |            |            |            |            |            |            |            |            |            |            |  |  |       |       |       |       |       |       |       |       |       |       |
|  |                |                |                |                |                |                |                |                |                |                |  |  |            |            |            |            |            |            |            |            |            |            |  |  |       |       |       |       |       |       |       |       |       |       |
|  | Восток 4       |                |                |                |                |                |                |                |                |                |  |  |            |            |            |            |            |            |            |            |            |            |  |  |       |       |       |       |       |       |       |       |       |       |
|  |                |                |                |                |                |                |                |                |                |                |  |  |            |            |            |            |            |            |            |            |            |            |  |  |       |       |       |       |       |       |       |       |       |       |
|  |                |                |                |                |                |                |                |                |                |                |  |  |            |            |            |            |            |            |            |            |            |            |  |  |       |       |       |       |       |       |       |       |       |       |
|  |                |                |                |                |                |                |                |                |                |                |  |  |            |            |            |            |            |            |            |            |            |            |  |  |       |       |       |       |       |       |       |       |       |       |
|  | Восток 2       |                |                |                |                |                |                |                |                |                |  |  |            |            |            |            |            |            |            |            |            |            |  |  |       |       |       |       |       |       |       |       |       |       |
|  |                |                |                |                |                |                |                |                |                |                |  |  |            |            |            |            |            |            |            |            |            |            |  |  |       |       |       |       |       |       |       |       |       |       |
|  | Запад 3        |                |                |                |                |                |                |                |                |                |  |  |            |            |            |            |            |            |            |            |            |            |  |  |       |       |       |       |       |       |       |       |       |       |
|  |                |                |                |                |                |                |                |                |                |                |  |  |            |            |            |            |            |            |            |            |            |            |  |  |       |       |       |       |       |       |       |       |       |       |
|  |                |                |                |                |                |                |                |                |                |                |  |  |            |            |            |            |            |            |            |            |            |            |  |  |       |       |       |       |       |       |       |       |       |       |
|  |                |                |                |                |                |                |                |                |                |                |  |  |            |            |            |            |            |            |            |            |            |            |  |  |       |       |       |       |       |       |       |       |       |       |
|  | Восток 1       |                |                |                |                |                |                |                |                |                |  |  |            |            |            |            |            |            |            |            |            |            |  |  |       |       |       |       |       |       |       |       |       |       |
|  |                |                |                |                |                |                |                |                |                |                |  |  |            |            |            |            |            |            |            |            |            |            |  |  |       |       |       |       |       |       |       |       |       |       |
|  | Запад 4        |                |                |                |                |                |                |                |                |                |  |  |            |            |            |            |            |            |            |            |            |            |  |  |       |       |       |       |       |       |       |       |       |       |
|  |                |                |                |                |                |                |                |                |                |                |  |  |            |            |            |            |            |            |            |            |            |            |  |  |       |       |       |       |       |       |       |       |       |       |
|  |                |                |                |                |                |                |                |                |                |                |  |  |            |            |            |            |            |            |            |            |            |            |  |  |       |       |       |       |       |       |       |       |       |       |
|  |                |                |                |                |                |                |                |                |                |                |  |  |            |            |            |            |            |            |            |            |            |            |  |  |       |       |       |       |       |       |       |       |       |       |
|  | Запад 2        |                |                |                |                |                |                |                |                |                |  |  |            |            |            |            |            |            |            |            |            |            |  |  |       |       |       |       |       |       |       |       |       |       |
|  |                |                |                |                |                |                |                |                |                |                |  |  |            |            |            |            |            |            |            |            |            |            |  |  |       |       |       |       |       |       |       |       |       |       |
|  | Восток 3       |                |                |                |                |                |                |                |                |                |  |  |            |            |            |            |            |            |            |            |            |            |  |  |       |       |       |       |       |       |       |       |       |       |
|  |                |                |                |                |                |                |                |                |                |                |  |  |            |            |            |            |            |            |            |            |            |            |  |  |       |       |       |       |       |       |       |       |       |       |
|  |                |                |                |                |                |                |                |                |                |                |  |  |            |            |            |            |            |            |            |            |            |            |  |  |       |       |       |       |       |       |       |       |       |       |

 ("Запад 1", "Восток 2" и т.д. означает лучшую команду Западной конференции, вторую команду Восточной конференции, и т.д., по итогам регулярного чемпионата из числа прошедших в четвертьфинал) 
Таким образом, в отличие от предыдущих (кроме первого) сезонов КХЛ, в полуфиналах между собой могут встретиться команды из разных конференций, а в финале — команды одной и той же конференции (до создания КХЛ такое было возможно и регулярно происходило в Чемпионатах России и, ранее, в МХЛ).
После завершения всех серий 1/8 финала перепосев выглядит следующим образом:
| Запад          | Запад        | Восток            | Восток       |
| Команда        | Номер посева | Команда           | Номер посева |
| -------------- | ------------ | ----------------- | ------------ |
| (1) Динамо М   | 1            | (1) Металлург     | 1            |
| (2) СКА        | 2            | (2) Авангард      | 2            |
| (3) Локомотив  | 3            | (3) Салават Юлаев | -            |
| (4) Спартак    | 4            | (4) Ак Барс       | -            |
| (5) Северсталь | -            | (5) Автомобилист  | 3            |
| (6) ЦСКА       | -            | (6) Трактор       | 4            |
| (7) Торпедо    | -            | (7) Лада          | -            |
| (8) Динамо Мн  | -            | (8) Амур          | -            |

### (1) Динамо (Москва) — (6) Трактор
Встречи в регулярном чемпионате: 4:2 (1 декабря 2023, Челябинск), 4:3 Б (21 декабря 2023, Москва).
Предыдущие встречи в плей-офф: 
- полуфинал Кубка МХЛ 1993: победа Динамо в серии 2-1 (1:3, 3:2 ОТ, 4:3 Б).[2]
- 1/8 финала Чемпионата России 1996/1997: победа Динамо в серии 2-0 (2:1 ОТ, 3:2).[3]
- Финал Кубка Гагарина 2013: победа Динамо в серии 4-2 (2:1, 3:2, 1:3, 1:0, 3:4, 3:2 ОТ).

| 16 марта 2024 17:00 | Динамо М | 2 : 4 (1:3 1:1 0:0) | Трактор | ВТБ Арена, Москва Зрителей: 9 954 |

| Отчёт                                                                                                  | Отчёт                                                         | Отчёт | Отчёт                    | Отчёт                                                                                     |
| --- | ------------------------------------------------------------- | --- | ------------------------ | ----------------------------------------------------------------------------------------- |
| |                                                               | |                          |                                                                                           |
| | Илья Геннадьевич — 00:00-17:59 Максим Моторыгин — 17:59-57:27 | Вратари | 00:00-60:00 — Зак Фукале | Судьи: Алексей Раводин Александр Соин Линейные судьи: Александр Садовников Сергей Шелянин |
| | Голы:                                                         | |                          | Судьи: Алексей Раводин Александр Соин Линейные судьи: Александр Садовников Сергей Шелянин |
| Максим Джиошвили — 10:26 (А. Ильенко, Е. Римашевский) Эрик О’Делл — 38:48 (П. Кудрявцев, Д. Рашевский) | 1:0 1:1 1:2 1:3 1:4 2:4                                       | 14:32 — Никита Сошников (А. Блажиевский, А. Шаров) 16:15 — Владимир Ткачёв (М. Шабанов) 17:59 — Данил Юртайкин (М. Шабанов) 30:13 — Артём Блажиевский (Ч. Робинсон) |                          | Судьи: Алексей Раводин Александр Соин Линейные судьи: Александр Садовников Сергей Шелянин |
| |                                                               | |                          | Судьи: Алексей Раводин Александр Соин Линейные судьи: Александр Садовников Сергей Шелянин |
| |                                                               | |                          | Судьи: Алексей Раводин Александр Соин Линейные судьи: Александр Садовников Сергей Шелянин |
| |                                                               | |                          | Судьи: Алексей Раводин Александр Соин Линейные судьи: Александр Садовников Сергей Шелянин |
| 4 мин                                                                                                  | Штраф                                                         | 2 мин |                          | Судьи: Алексей Раводин Александр Соин Линейные судьи: Александр Садовников Сергей Шелянин |
| |                                                               | |                          |                                                                                           |
| | 37                                                            | Броски | 19                       |                                                                                           |

| 18 марта 2024 19:30 | Динамо М | 4 : 5 OT | Трактор | ВТБ Арена, Москва |

| Отчёт | Отчёт | Отчёт | Отчёт | Отчёт |
| ----- | ----- | ----- | ----- | ----- |
|       |       |       |       |       |
|       |       |       |       |       |
|       |       |       |       |       |
|       |       |       |       |       |
|       |       |       |       |       |
|       |       |       |       |       |
|       |       |       |       |       |
|       |       |       |       |       |
|       |       |       |       |       |

| 20 марта 2024 17:00 | Трактор | 3 : 2 | Динамо М | ЛА «Трактор» им. В. Белоусова, Челябинск |

| Отчёт | Отчёт | Отчёт | Отчёт | Отчёт |
| ----- | ----- | ----- | ----- | ----- |
|       |       |       |       |       |
|       |       |       |       |       |
|       |       |       |       |       |
|       |       |       |       |       |
|       |       |       |       |       |
|       |       |       |       |       |
|       |       |       |       |       |
|       |       |       |       |       |
|       |       |       |       |       |

| 22 марта 2024 17:00 | Трактор | 5 : 4 | Динамо М | ЛА «Трактор» им. В. Белоусова, Челябинск |

| Отчёт | Отчёт | Отчёт | Отчёт | Отчёт |
| ----- | ----- | ----- | ----- | ----- |
|       |       |       |       |       |
|       |       |       |       |       |
|       |       |       |       |       |
|       |       |       |       |       |
|       |       |       |       |       |
|       |       |       |       |       |
|       |       |       |       |       |
|       |       |       |       |       |
|       |       |       |       |       |

### (2) Авангард — (3) Локомотив
Встречи в регулярном чемпионате: 4:1 (15 октября 2023, Омск), 1:4 (21 января 2024, Ярославль).
Предыдущие встречи в плей-офф: 
- четвертьфинал Чемпионата России 1998/1999: победа Локомотива в серии 0-3 (0:6, 1:2 Б, 0:3)
- полуфинал Чемпионата России 2000/2001: победа Авангарда в серии 3-2 (1:0, 3:4 Б, 2:5, 2:0, 5:0).
- серия за третье место в Чемпионате России 2004/2005: победа Локомотива в серии 0-2 (3:6, 4:5).
- четвертьфинал Чемпионата России 2006/2007: победа Авангарда в серии 3-1 (5:2, 3:4, 2:0, 4:3 ОТ).

| 16 марта 2024 13:30 | Авангард | 1 : 2 ОТ (1:0, 0:0, 0:1, 0:0, 0:1) | Локомотив | G-Drive Арена, Омск Зрителей: 12 001 |

| Отчёт                                                     | Отчёт                        | Отчёт                                                                            | Отчёт                      | Отчёт                                                                             |
| --------------------------------------------------------- | ---------------------------- | -------------------------------------------------------------------------------- | -------------------------- | --------------------------------------------------------------------------------- |
|                                                           |                              |                                                                                  |                            |                                                                                   |
|                                                           | Павел Хомченко — 00:00-89:49 | Вратари                                                                          | 00:00-89:49 — Даниил Исаев | Судьи: Виктор Бирин Виктор Спирин Линейные судьи: Никита Вилюгин Максим Куприянов |
|                                                           | Голы:                        |                                                                                  |                            | Судьи: Виктор Бирин Виктор Спирин Линейные судьи: Никита Вилюгин Максим Куприянов |
| Иван Николишин — 12:34(бол.) (Томаш Юрчо, Семён Чистяков) | 1:0 1:1 1:2                  | 43:43 — Максим Шалунов (Артур Каюмов, Александр Полунин) 89:49 — Максим Берёзкин |                            | Судьи: Виктор Бирин Виктор Спирин Линейные судьи: Никита Вилюгин Максим Куприянов |
|                                                           |                              |                                                                                  |                            | Судьи: Виктор Бирин Виктор Спирин Линейные судьи: Никита Вилюгин Максим Куприянов |
|                                                           |                              |                                                                                  |                            | Судьи: Виктор Бирин Виктор Спирин Линейные судьи: Никита Вилюгин Максим Куприянов |
|                                                           |                              |                                                                                  |                            | Судьи: Виктор Бирин Виктор Спирин Линейные судьи: Никита Вилюгин Максим Куприянов |
| 8 мин                                                     | Штраф                        | 6 мин                                                                            |                            | Судьи: Виктор Бирин Виктор Спирин Линейные судьи: Никита Вилюгин Максим Куприянов |
|                                                           |                              |                                                                                  |                            |                                                                                   |
|                                                           | 27                           | Броски                                                                           | 53                         |                                                                                   |

| 18 марта 2024 16:30 | Авангард | 0 : 7 (0:1, 0:4, 0:2) | Локомотив | G-Drive Арена, Омск Зрителей: 11 855 |

| Отчёт  | Отчёт                                                                                      | Отчёт | Отчёт                      | Отчёт                                                                                  |
| ------ | ------------------------------------------------------------------------------------------ | --- | -------------------------- | -------------------------------------------------------------------------------------- |
|        |                                                                                            | |                            |                                                                                        |
|        | Павел Хомченко — 00:00-35:07 Илья Проскуряков — 35:07-59:03 Илья Проскуряков — 59:03-60:00 | Вратари | 00:00-60:00 — Даниил Исаев | Судьи: Николай Акузовский Виктор Бирин Линейные судьи: Никита Вилюгин Максим Куприянов |
|        | Голы:                                                                                      | |                            | Судьи: Николай Акузовский Виктор Бирин Линейные судьи: Никита Вилюгин Максим Куприянов |
|        | 0:1 0:2 0:3 0:4 0:5 0:6 0:7                                                                | 15:35 — Максим Берёзкин (Артур Каюмов) 31:29 — Степан Никулин 35:07 — Степан Никулин (Андрей Сергеев) 36:50 — Даниил Тесанов (Павел Красковский, Александр Полунин) 39:35 — Андрей Сергеев(бол.) (Максим Берёзкин, Артур Каюмов) 52:35 — Мартин Гернат(бол.) (Андрей Сергеев, Артур Каюмов) 59:32 — Александр Полунин(п.в.) (Павел Красковский, Мартин Гернат) |                            | Судьи: Николай Акузовский Виктор Бирин Линейные судьи: Никита Вилюгин Максим Куприянов |
|        |                                                                                            | |                            | Судьи: Николай Акузовский Виктор Бирин Линейные судьи: Никита Вилюгин Максим Куприянов |
|        |                                                                                            | |                            | Судьи: Николай Акузовский Виктор Бирин Линейные судьи: Никита Вилюгин Максим Куприянов |
|        |                                                                                            | |                            | Судьи: Николай Акузовский Виктор Бирин Линейные судьи: Никита Вилюгин Максим Куприянов |
| 10 мин | Штраф                                                                                      | 8 мин |                            | Судьи: Николай Акузовский Виктор Бирин Линейные судьи: Никита Вилюгин Максим Куприянов |
|        |                                                                                            | |                            |                                                                                        |
|        | 18                                                                                         | Броски | 23                         |                                                                                        |

| 20 марта 2024 19:30 | Локомотив | 1 : 2 OT (1:1, 0:0, 0:0, 0:1) | Авангард | Арена 2000, Ярославль Зрителей: 7 591 |

| Отчёт                                                         | Отчёт                      | Отчёт                                                                                         | Отчёт                        | Отчёт                                                                                   |
| ------------------------------------------------------------- | -------------------------- | --------------------------------------------------------------------------------------------- | ---------------------------- | --------------------------------------------------------------------------------------- |
|                                                               |                            |                                                                                               |                              |                                                                                         |
|                                                               | Даниил Исаев — 00:00-62:20 | Вратари                                                                                       | 00:00-62:20 — Павел Хомченко | Судьи: Максим Сидоренко Виктор Гашилов Линейные судьи: Ильнур Галимов Дмитрий Канифадин |
|                                                               | Голы:                      |                                                                                               |                              | Судьи: Максим Сидоренко Виктор Гашилов Линейные судьи: Ильнур Галимов Дмитрий Канифадин |
| Степан Никулин — 17:45 (бол.) (Рушан Рафиков, Денис Алексеев) | 0:1 :1 1:2                 | 09:42 (бол.) — Семён Чистяков (Дамир Жафяров) 62:20 — Рид Буше (Райан Спунер, Семён Чистяков) |                              | Судьи: Максим Сидоренко Виктор Гашилов Линейные судьи: Ильнур Галимов Дмитрий Канифадин |
|                                                               |                            |                                                                                               |                              | Судьи: Максим Сидоренко Виктор Гашилов Линейные судьи: Ильнур Галимов Дмитрий Канифадин |
|                                                               |                            |                                                                                               |                              | Судьи: Максим Сидоренко Виктор Гашилов Линейные судьи: Ильнур Галимов Дмитрий Канифадин |
|                                                               |                            |                                                                                               |                              | Судьи: Максим Сидоренко Виктор Гашилов Линейные судьи: Ильнур Галимов Дмитрий Канифадин |
| 9 мин                                                         | Штраф                      | 7 мин                                                                                         |                              | Судьи: Максим Сидоренко Виктор Гашилов Линейные судьи: Ильнур Галимов Дмитрий Канифадин |
|                                                               |                            |                                                                                               |                              |                                                                                         |
|                                                               | 34                         | Броски                                                                                        | 21                           |                                                                                         |

| 22 марта 2024 19:30 | Локомотив | 3 : 1 (1:0, 0:0, 2:1) | Авангард | Арена 2000, Ярославль Зрителей: 7 815 |

| Отчёт | Отчёт                      | Отчёт                                     | Отчёт                                                     | Отчёт                                                                                   |
| --- | -------------------------- | ----------------------------------------- | --------------------------------------------------------- | --------------------------------------------------------------------------------------- |
| |                            |                                           |                                                           |                                                                                         |
| | Даниил Исаев — 00:00-60:00 | Вратари                                   | 00:00-57:13 — Павел Хомченко 57:57-58:08 — Павел Хомченко | Судьи: Алексей Раводин Евгений Гамалей Линейные судьи: Дмитрий Канифадин Ильнур Галимов |
| | Голы:                      |                                           |                                                           | Судьи: Алексей Раводин Евгений Гамалей Линейные судьи: Дмитрий Канифадин Ильнур Галимов |
| Георгий Иванов — 04:39 (Степан Никлуин, Рушан Рафиков) Иван Чехович — 41:13 (Никита Кирьянов, Сергей Андронов) Артур Каюмов — 54:57 (Никита Кирьянов) | 1:0 2:0 2:1 3:1            | 53:08 — Михаил Гуляев (Николай Прохоркин) |                                                           | Судьи: Алексей Раводин Евгений Гамалей Линейные судьи: Дмитрий Канифадин Ильнур Галимов |
| |                            |                                           |                                                           | Судьи: Алексей Раводин Евгений Гамалей Линейные судьи: Дмитрий Канифадин Ильнур Галимов |
| |                            |                                           |                                                           | Судьи: Алексей Раводин Евгений Гамалей Линейные судьи: Дмитрий Канифадин Ильнур Галимов |
| |                            |                                           |                                                           | Судьи: Алексей Раводин Евгений Гамалей Линейные судьи: Дмитрий Канифадин Ильнур Галимов |
| 2 мин | Штраф                      | 6 мин                                     |                                                           | Судьи: Алексей Раводин Евгений Гамалей Линейные судьи: Дмитрий Канифадин Ильнур Галимов |
| |                            |                                           |                                                           |                                                                                         |
| | 28                         | Броски                                    | 23                                                        |                                                                                         |

| 26 марта 2024 16:30 | Авангард | 4 : 2 (0:1 2:1 2:0) | Локомотив | G-Drive Арена, Омск Зрителей: 11 235 |

| Отчёт | Отчёт                        | Отчёт | Отчёт                                                 | Отчёт                                                                          |
| --- | ---------------------------- | --- | ----------------------------------------------------- | ------------------------------------------------------------------------------ |
| |                              | |                                                       |                                                                                |
| | Павел Хомченко — 00:00-60:00 | Вратари | 00:00-58:26 — Даниил Исаев 59:17-59:35 — Даниил Исаев | Судьи: Евгений Ромасько Иван Фатеев Линейные судьи: Никита Вилюгин Юрий Иванов |
| | Голы:                        | |                                                       | Судьи: Евгений Ромасько Иван Фатеев Линейные судьи: Никита Вилюгин Юрий Иванов |
| Томаш Юрчо (бол.) — 24:47 (Владимир Ткачёв) Райан Спунер (бол.) — 31:18 (Валентин Пьянов, Рид Буше) Семён Чистяков — 48:02 (Рид Буше, Райан Спунер) Рид Буше — 55:03 (Райан Спунер) | 0:1 :1 1:2 :2 3:2 4:2        | 06:39 — Максим Берёзкин (бол.) (Андрей Сергеев, Артур Каюмов) 28:16 — Максим Шалунов (Никита Черепанов, Максим Берёзкин) |                                                       | Судьи: Евгений Ромасько Иван Фатеев Линейные судьи: Никита Вилюгин Юрий Иванов |
| |                              | |                                                       | Судьи: Евгений Ромасько Иван Фатеев Линейные судьи: Никита Вилюгин Юрий Иванов |
| |                              | |                                                       | Судьи: Евгений Ромасько Иван Фатеев Линейные судьи: Никита Вилюгин Юрий Иванов |
| |                              | |                                                       | Судьи: Евгений Ромасько Иван Фатеев Линейные судьи: Никита Вилюгин Юрий Иванов |
| 6 мин | Штраф                        | 4 мин |                                                       | Судьи: Евгений Ромасько Иван Фатеев Линейные судьи: Никита Вилюгин Юрий Иванов |
| |                              | |                                                       |                                                                                |
| | 14                           | Броски | 36                                                    |                                                                                |

| 28 марта 2024 19:30 | Локомотив | 2 : 3 (1:0, 1:3, 0:0) | Авангард | Арена 2000, Ярославль Зрителей: 7 494 |

| Отчёт | Отчёт                        | Отчёт | Отчёт                                                 | Отчёт                                                                               |
| --- | ---------------------------- | --- | ----------------------------------------------------- | ----------------------------------------------------------------------------------- |
| |                              | |                                                       |                                                                                     |
| | Павел Хомченко — 00:00-60:00 | Вратари | 00:00-48:05 — Даниил Исаев 48:41-58:01 — Даниил Исаев | Судьи: Сергей Морозов Алексей Раводин Линейные судьи: Ярослав Париков Дмитрий Сивов |
| | Голы:                        | |                                                       | Судьи: Сергей Морозов Алексей Раводин Линейные судьи: Ярослав Париков Дмитрий Сивов |
| Мартин Гернат — 19:59 (Максим Берёзкин, Алексей Береглазов) Максим Шалунов — 22:32 (Максим Берёзкин, Андрей Сергеев) | 1:0 2:0 2:1 2:2 2:3          | 27:58 — Игорь Мартынов (Николай Прохоркин, Томаш Юрчо) 29:34 — Семён Чистяков (Владимир Ткачёв, Райан Спунер) 39:57 — Николай Прохоркин (бол.) (Райан Спунер, Владимир Ткачёв) |                                                       | Судьи: Сергей Морозов Алексей Раводин Линейные судьи: Ярослав Париков Дмитрий Сивов |
| |                              | |                                                       | Судьи: Сергей Морозов Алексей Раводин Линейные судьи: Ярослав Париков Дмитрий Сивов |
| |                              | |                                                       | Судьи: Сергей Морозов Алексей Раводин Линейные судьи: Ярослав Париков Дмитрий Сивов |
| |                              | |                                                       | Судьи: Сергей Морозов Алексей Раводин Линейные судьи: Ярослав Париков Дмитрий Сивов |
| 4 мин | Штраф                        | 2 мин |                                                       | Судьи: Сергей Морозов Алексей Раводин Линейные судьи: Ярослав Париков Дмитрий Сивов |
| |                              | |                                                       |                                                                                     |
| | 32                           | Броски | 26                                                    |                                                                                     |

| 30 марта 2024 13:30 | Авангард | 0 : 2 (0:1, 0:0, 0:1) | Локомотив | G-Drive Арена, Омск Зрителей: 12 011 |

| Отчёт | Отчёт                                                     | Отчёт                                                        | Отчёт                      | Отчёт                                                                                     |
| ----- | --------------------------------------------------------- | ------------------------------------------------------------ | -------------------------- | ----------------------------------------------------------------------------------------- |
|       |                                                           |                                                              |                            |                                                                                           |
|       | Павел Хомченко — 00:00-57:17 Павел Хомченко — 58:28-58:35 | Вратари                                                      | 00:00-60:00 — Даниил Исаев | Судьи: Константин Оленин Сергей Юдаков Линейные судьи: Александр Садовников Дмитрий Шишло |
|       | Голы:                                                     |                                                              |                            | Судьи: Константин Оленин Сергей Юдаков Линейные судьи: Александр Садовников Дмитрий Шишло |
|       | 0:1 0:2                                                   | 16:49 — Артур Каюмов 40:16 — Максим Берёзкин (Рушан Рафиков) |                            | Судьи: Константин Оленин Сергей Юдаков Линейные судьи: Александр Садовников Дмитрий Шишло |
|       |                                                           |                                                              |                            | Судьи: Константин Оленин Сергей Юдаков Линейные судьи: Александр Садовников Дмитрий Шишло |
|       |                                                           |                                                              |                            | Судьи: Константин Оленин Сергей Юдаков Линейные судьи: Александр Садовников Дмитрий Шишло |
|       |                                                           |                                                              |                            | Судьи: Константин Оленин Сергей Юдаков Линейные судьи: Александр Садовников Дмитрий Шишло |
| 2 мин | Штраф                                                     | 4 мин                                                        |                            | Судьи: Константин Оленин Сергей Юдаков Линейные судьи: Александр Садовников Дмитрий Шишло |
|       |                                                           |                                                              |                            |                                                                                           |
|       | 21                                                        | Броски                                                       | 18                         |                                                                                           |

### (1) Металлург — (4) Спартак
Встречи в регулярном чемпионате: 3:1 (25 ноября 2023, Магнитогорск), 6:2 (14 января 2024, Москва).
Предыдущие встречи в плей-офф: 
- 1/8 финала Кубка МХЛ 1993: победа Металлурга в серии 2:1 (7:4, 4:5, 6:4).[2]

| 17 марта 2024 14:30 | Металлург | 4 : 0 (2:0, 1:0, 1:0) | Спартак | Арена Металлург, Магнитогорск Зрителей: 7 500 |

| Отчёт | Отчёт                      | Отчёт   | Отчёт                                                        | Отчёт                                                                               |
| --- | -------------------------- | ------- | ------------------------------------------------------------ | ----------------------------------------------------------------------------------- |
| |                            |         |                                                              |                                                                                     |
| | Илья Набоков — 00:00-60:00 | Вратари | 00:00-59:16— Дмитрий Николаев 59:39-60:00 — Дмитрий Николаев | Судьи: Константин Оленин Сергей Беляев Линейные судьи: Максим Строганов Юрий Иванов |
| | Голы:                      |         |                                                              | Судьи: Константин Оленин Сергей Беляев Линейные судьи: Максим Строганов Юрий Иванов |
| Люк Джонсон (бол.) — 08:35 (Робин Пресс, Данила Юров) Дмитрий Силантьев — 12:13 (Владислав Ерёменко) Егор Яковлев — 36:31 (Роман Канцеров, Дмитрий Силантьев) Никита Гребенкин (п.в.) — 59:39 | 1:0 2:0 3:0 4:0            |         |                                                              | Судьи: Константин Оленин Сергей Беляев Линейные судьи: Максим Строганов Юрий Иванов |
| |                            |         |                                                              | Судьи: Константин Оленин Сергей Беляев Линейные судьи: Максим Строганов Юрий Иванов |
| |                            |         |                                                              | Судьи: Константин Оленин Сергей Беляев Линейные судьи: Максим Строганов Юрий Иванов |
| |                            |         |                                                              | Судьи: Константин Оленин Сергей Беляев Линейные судьи: Максим Строганов Юрий Иванов |
| 6 мин | Штраф                      | 10 мин  |                                                              | Судьи: Константин Оленин Сергей Беляев Линейные судьи: Максим Строганов Юрий Иванов |
| |                            |         |                                                              |                                                                                     |
| | 38                         | Броски  | 34                                                           |                                                                                     |

| 19 марта 2024 17:00 | Металлург | 1 : 0 (0:0, 0:0, 1:0) | Спартак | Арена Металлург, Магнитогорск Зрителей: 7 500 |

| Отчёт                                | Отчёт                      | Отчёт   | Отчёт                          | Отчёт                                                                                |
| ------------------------------------ | -------------------------- | ------- | ------------------------------ | ------------------------------------------------------------------------------------ |
|                                      |                            |         |                                |                                                                                      |
|                                      | Илья Набоков — 00:00-60:00 | Вратари | 00:00-59:18 — Дмитрий Николаев | Судьи: Сергей Морозов Константин Оленин Линейные судьи: Юрий Иванов Максим Строганов |
|                                      | Голы:                      |         |                                | Судьи: Сергей Морозов Константин Оленин Линейные судьи: Юрий Иванов Максим Строганов |
| Егор Коробкин — 45:24 (Егор Яковлев) | 1:0                        |         |                                | Судьи: Сергей Морозов Константин Оленин Линейные судьи: Юрий Иванов Максим Строганов |
|                                      |                            |         |                                | Судьи: Сергей Морозов Константин Оленин Линейные судьи: Юрий Иванов Максим Строганов |
|                                      |                            |         |                                | Судьи: Сергей Морозов Константин Оленин Линейные судьи: Юрий Иванов Максим Строганов |
|                                      |                            |         |                                | Судьи: Сергей Морозов Константин Оленин Линейные судьи: Юрий Иванов Максим Строганов |
| 4 мин                                | Штраф                      | 14 мин  |                                | Судьи: Сергей Морозов Константин Оленин Линейные судьи: Юрий Иванов Максим Строганов |
|                                      |                            |         |                                |                                                                                      |
|                                      | 29                         | Броски  | 33                             |                                                                                      |

| 21 марта 2024 19:30 | Спартак | 5 : 2 (2:0 0:1 3:1) | Металлург | Мегаспорт, Москва Зрителей: 11 128 |

| Отчёт | Отчёт                          | Отчёт                                                                         | Отчёт                                                 | Отчёт                                                                          |
| --- | ------------------------------ | ----------------------------------------------------------------------------- | ----------------------------------------------------- | ------------------------------------------------------------------------------ |
| |                                |                                                                               |                                                       |                                                                                |
| | Дмитрий Николаев — 00:00-60:00 | Вратари                                                                       | 00:00-57:11 — Илья Набоков 57:59-60:00 — Илья Набоков | Судьи: Алексей Белов Юрий Оскирко Линейные судьи: Дмитрий Сивов Торнике Кучава |
| | Голы:                          |                                                                               |                                                       | Судьи: Алексей Белов Юрий Оскирко Линейные судьи: Дмитрий Сивов Торнике Кучава |
| Максим Цыплаков — 04:34 (Андрей Локтионов) Иван Морозов — 17:28 (Павел Порядин) Николай Голдобин — 46:47 (Иван Морозов) Павел Порядин — 51:43 (Дмитрий Вишневский, Александр Бурмистров) Николай Голдобин (п.в.) — 57:59 (Иван Морозов) | 1:0 2:0 2:1 2:2 3:2 4:2 5:2    | 20:15 — Денис Зернов 41:59 — Макар Хабаров (Артём Минулин, Александр Петунин) |                                                       | Судьи: Алексей Белов Юрий Оскирко Линейные судьи: Дмитрий Сивов Торнике Кучава |
| |                                |                                                                               |                                                       | Судьи: Алексей Белов Юрий Оскирко Линейные судьи: Дмитрий Сивов Торнике Кучава |
| |                                |                                                                               |                                                       | Судьи: Алексей Белов Юрий Оскирко Линейные судьи: Дмитрий Сивов Торнике Кучава |
| |                                |                                                                               |                                                       | Судьи: Алексей Белов Юрий Оскирко Линейные судьи: Дмитрий Сивов Торнике Кучава |
| 0 мин | Штраф                          | 6 мин                                                                         |                                                       | Судьи: Алексей Белов Юрий Оскирко Линейные судьи: Дмитрий Сивов Торнике Кучава |
| |                                |                                                                               |                                                       |                                                                                |
| | 43                             | Броски                                                                        | 28                                                    |                                                                                |

| 26 марта 2024 17:00 | Спартак | 1 : 0 (0:0, 0:0, 1:0) | Металлург | Мегаспорт, Москва Зрителей: 8 492 |

| Отчёт                                  | Отчёт                          | Отчёт   | Отчёт                      | Отчёт                                                                                |
| -------------------------------------- | ------------------------------ | ------- | -------------------------- | ------------------------------------------------------------------------------------ |
|                                        |                                |         |                            |                                                                                      |
|                                        | Дмитрий Николаев — 00:00-60:00 | Вратари | 00:00-60:00 — Илья Набоков | Судьи: Виктор Гашилов Максим Сидоренко Линейные судьи: Торнике Кучава Дмитрий Шишлов |
|                                        | Голы:                          |         |                            | Судьи: Виктор Гашилов Максим Сидоренко Линейные судьи: Торнике Кучава Дмитрий Шишлов |
| Ансель Галимов — 48:04 (Даниил Иванов) | 1:0                            |         |                            | Судьи: Виктор Гашилов Максим Сидоренко Линейные судьи: Торнике Кучава Дмитрий Шишлов |
|                                        |                                |         |                            | Судьи: Виктор Гашилов Максим Сидоренко Линейные судьи: Торнике Кучава Дмитрий Шишлов |
|                                        |                                |         |                            | Судьи: Виктор Гашилов Максим Сидоренко Линейные судьи: Торнике Кучава Дмитрий Шишлов |
|                                        |                                |         |                            | Судьи: Виктор Гашилов Максим Сидоренко Линейные судьи: Торнике Кучава Дмитрий Шишлов |
| 6 мин                                  | Штраф                          | 6 мин   |                            | Судьи: Виктор Гашилов Максим Сидоренко Линейные судьи: Торнике Кучава Дмитрий Шишлов |
|                                        |                                |         |                            |                                                                                      |
|                                        | 32                             | Броски  | 29                         |                                                                                      |

| 28 марта 2024 17:00 | Металлург | 5 : 3 (3:0 1:1 1:2) | Спартак | Арена Металлург, Магнитогорск Зрителей: 7 500 |

| Отчёт | Отчёт                           | Отчёт | Отчёт                                                      | Отчёт                                                                         |
| --- | ------------------------------- | --- | ---------------------------------------------------------- | ----------------------------------------------------------------------------- |
| |                                 | |                                                            |                                                                               |
| | Илья Набоков — 00:00-60:00      | Вратари | 00:00-19:08 — Дмитрий Николаев 19:08-59:02 — Андрей Кареев | Судьи: Виктор Бирин Денис Наумов Линейные судьи: Евгений Юдин Максим Берсенёв |
| | Голы:                           | |                                                            | Судьи: Виктор Бирин Денис Наумов Линейные судьи: Евгений Юдин Максим Берсенёв |
| Даниил Юров — 07:08 (Александр Петунин, Алексей Маклюков) Денис Зернов — 11:36 (Роман Канцеров) Даниил Юров — 19:08 (Александр Петунин, Никита Михайлис) Даниил Вовченко (бол.) — 34:45 (Робин Пресс, Игорь Гераськин) Егор Коробкин — 54:58 (Робин Пресс, Люк Джонсон) | 1:0 2:0 3:0 4:0 4:1 4:2 4:3 5:3 | 37:36 — Михаил Мальцев (мен.) (Роман Рукавишников) 48:26 — Герман Рубцов (бол.) (Павел Порядин, Николай Голдобин) 51:12 — Павел Порядин (бол.) (Андрей Локтионов, Николай Голдобин) |                                                            | Судьи: Виктор Бирин Денис Наумов Линейные судьи: Евгений Юдин Максим Берсенёв |
| |                                 | |                                                            | Судьи: Виктор Бирин Денис Наумов Линейные судьи: Евгений Юдин Максим Берсенёв |
| |                                 | |                                                            | Судьи: Виктор Бирин Денис Наумов Линейные судьи: Евгений Юдин Максим Берсенёв |
| |                                 | |                                                            | Судьи: Виктор Бирин Денис Наумов Линейные судьи: Евгений Юдин Максим Берсенёв |
| 12 мин | Штраф                           | 12 мин |                                                            | Судьи: Виктор Бирин Денис Наумов Линейные судьи: Евгений Юдин Максим Берсенёв |
| |                                 | |                                                            |                                                                               |
| | 28                              | Броски | 40                                                         |                                                                               |

| 30 марта 2024 17:00 | Спартак | 0 : 3 (0:1 0:1 0:1) | Металлург | Мегаспорт, Москва Зрителей: 9 697 |

| Отчёт | Отчёт                       | Отчёт | Отчёт                      | Отчёт                                                                          |
| ----- | --------------------------- | --- | -------------------------- | ------------------------------------------------------------------------------ |
|       |                             | |                            |                                                                                |
|       | Андрей Кареев — 00:00-56:12 | Вратари | 00:00-60:00 — Илья Набоков | Судьи: Юрий Оскирко Алексей Белов Линейные судьи: Никита Новиков Дмитрий Сивов |
|       | Голы:                       | |                            | Судьи: Юрий Оскирко Алексей Белов Линейные судьи: Никита Новиков Дмитрий Сивов |
|       | 0:1 0:2 0:3                 | 17:45 — Роман Канцеров (Дмитрий Силаньтев, Денис Зернов) 37:15 — Денис Зернов (Дмитрий Силаньтев) 49:36 — Никита Михайлис |                            | Судьи: Юрий Оскирко Алексей Белов Линейные судьи: Никита Новиков Дмитрий Сивов |
|       |                             | |                            | Судьи: Юрий Оскирко Алексей Белов Линейные судьи: Никита Новиков Дмитрий Сивов |
|       |                             | |                            | Судьи: Юрий Оскирко Алексей Белов Линейные судьи: Никита Новиков Дмитрий Сивов |
|       |                             | |                            | Судьи: Юрий Оскирко Алексей Белов Линейные судьи: Никита Новиков Дмитрий Сивов |
| 0 мин | Штраф                       | 6 мин |                            | Судьи: Юрий Оскирко Алексей Белов Линейные судьи: Никита Новиков Дмитрий Сивов |
|       |                             | |                            |                                                                                |
|       | 38                          | Броски | 28                         |                                                                                |

### (2) СКА — (5) Автомобилист
Встречи в регулярном чемпионате: 2:3 Б (5 декабря 2023, Екатеринбург), 4:0 (30 декабря 2023, Санкт-Петербург).
В плей-офф встретились впервые. СКА уступил в серии и впервые с 2014 года не вышел в полуфинал КХЛ. Также впервые с 2014 года в нём не примет участие ни одна из армейских команд.
| 17 марта 2024 17:00 | СКА | 2 : 3 (1:2 0:0 1:1) | Автомобилист | СКА Арена, Санкт-Петербург Зрителей: 23 576 |

| Отчёт | Отчёт                           | Отчёт | Отчёт                        | Отчёт                                                                                |
| --- | ------------------------------- | --- | ---------------------------- | ------------------------------------------------------------------------------------ |
| |                                 | |                              |                                                                                      |
| | Никита Серебряков — 00:00-58:15 | Вратари | 00:00-60:00 — Евгений Аликин | Судьи: Юрий Оскирко Иван Фатеев Линейные судьи: Евгений Стрельцов Александр Чернышёв |
| | Голы:                           | |                              | Судьи: Юрий Оскирко Иван Фатеев Линейные судьи: Евгений Стрельцов Александр Чернышёв |
| Марат Хайруллин — 17:42 (Валентин Зыков, Василий Глотов) Сергей Сапего — 45:51 (Захар Бардаков, Эмиль Галимов) | 0:1 0:2 1:2 2:2 2:3             | 12:11 — Семён Кизимов (Егор Алексеев) 16:20 — Алексей Макеев (Данил Романцев, Анатолий Голышев) 47:01 — Денис Баранцев (Алексей Макеев) |                              | Судьи: Юрий Оскирко Иван Фатеев Линейные судьи: Евгений Стрельцов Александр Чернышёв |
| |                                 | |                              | Судьи: Юрий Оскирко Иван Фатеев Линейные судьи: Евгений Стрельцов Александр Чернышёв |
| |                                 | |                              | Судьи: Юрий Оскирко Иван Фатеев Линейные судьи: Евгений Стрельцов Александр Чернышёв |
| |                                 | |                              | Судьи: Юрий Оскирко Иван Фатеев Линейные судьи: Евгений Стрельцов Александр Чернышёв |
| 6 мин | Штраф                           | 4 мин |                              | Судьи: Юрий Оскирко Иван Фатеев Линейные судьи: Евгений Стрельцов Александр Чернышёв |
| |                                 | |                              |                                                                                      |
| | 32                              | Броски | 26                           |                                                                                      |

| 19 марта 2024 19:30 | СКА | 1 : 3 | Автомобилист | СКА Арена, Санкт-Петербург |

| Отчёт | Отчёт | Отчёт | Отчёт | Отчёт |
| ----- | ----- | ----- | ----- | ----- |
|       |       |       |       |       |
|       |       |       |       |       |
|       |       |       |       |       |
|       |       |       |       |       |
|       |       |       |       |       |
|       |       |       |       |       |
|       |       |       |       |       |
|       |       |       |       |       |
|       |       |       |       |       |

| 21 марта 2024 17:00 | Автомобилист | 2 : 1 OT | СКА | КРК «Уралец», Екатеринбург |

| Отчёт | Отчёт | Отчёт | Отчёт | Отчёт |
| ----- | ----- | ----- | ----- | ----- |
|       |       |       |       |       |
|       |       |       |       |       |
|       |       |       |       |       |
|       |       |       |       |       |
|       |       |       |       |       |
|       |       |       |       |       |
|       |       |       |       |       |
|       |       |       |       |       |
|       |       |       |       |       |

| 23 марта 2024 14:30 | Автомобилист | 2 : 5 | СКА | КРК «Уралец», Екатеринбург |

| Отчёт | Отчёт | Отчёт | Отчёт | Отчёт |
| ----- | ----- | ----- | ----- | ----- |
|       |       |       |       |       |
|       |       |       |       |       |
|       |       |       |       |       |
|       |       |       |       |       |
|       |       |       |       |       |
|       |       |       |       |       |
|       |       |       |       |       |
|       |       |       |       |       |
|       |       |       |       |       |

| 25 марта 2024 19:30 | СКА | 4 : 5 | Автомобилист | СКА Арена, Санкт-Петербург |

| Отчёт | Отчёт | Отчёт | Отчёт | Отчёт |
| ----- | ----- | ----- | ----- | ----- |
|       |       |       |       |       |
|       |       |       |       |       |
|       |       |       |       |       |
|       |       |       |       |       |
|       |       |       |       |       |
|       |       |       |       |       |
|       |       |       |       |       |
|       |       |       |       |       |
|       |       |       |       |       |

## Полуфиналы
Время начала матчей дано по Московскому времени (UTC+3).

### (3) Локомотив — (6) Трактор
Встречи в регулярном чемпионате: 3:2 ОТ (6 сентября 2023, Ярославль), 3:1 (7 января 2024, Челябинск).
Предыдущие встречи в плей-офф: 
- четвертьфинал Кубка МХЛ 1994: победа Трактора в серии 2-0 (2:0, 2:0).[4]

| 2 апреля 2024 19:30 | Локомотив | 5 : 2 (2:1, 2:1, 1:0) | Трактор | Арена 2000, Ярославль Зрителей: 7 299 |

| Отчёт | Отчёт                      | Отчёт                                                                                         | Отчёт                                                                                  | Отчёт                                                                                |
| --- | -------------------------- | --------------------------------------------------------------------------------------------- | -------------------------------------------------------------------------------------- | ------------------------------------------------------------------------------------ |
| |                            |                                                                                               |                                                                                        |                                                                                      |
| | Даниил Исаев — 00:00-60:00 | Вратари                                                                                       | 00:00-34:28 — Зак Фукале 34:28-45:32 — Сергей Мыльников 45:48-60:00 — Сергей Мыльников | Судьи: Николай Акузовский Сергей Беляев Линейные судьи: Торнике Кучава Дмитрий Сивов |
| | Голы:                      |                                                                                               |                                                                                        | Судьи: Николай Акузовский Сергей Беляев Линейные судьи: Торнике Кучава Дмитрий Сивов |
| Александр Полунин (мен.) — 11:40 (Павел Красковский, Александр Елесин) Мартин Гернат (бол.) — 19:58 (Андрей Сергеев, Максим Берёзкин) Александр Полунин — 36:17 (Даниил Тесанов, Павел Красковский) Павел Красковский (бол.) — 38:29 (Андрей Сергеев, Мартин Гернат) Александр Елесин — 41:15 (Денис Алексеев, Геогрий Иванов) | 0:1 :1 2:1 3:1 3:2 4:2 5:2 | 05:59 — Чарльз Робинсон (Сергей Телегин) 37:17 — Михаил Котляревский (мен.) (Александр Шаров) |                                                                                        | Судьи: Николай Акузовский Сергей Беляев Линейные судьи: Торнике Кучава Дмитрий Сивов |
| |                            |                                                                                               |                                                                                        | Судьи: Николай Акузовский Сергей Беляев Линейные судьи: Торнике Кучава Дмитрий Сивов |
| |                            |                                                                                               |                                                                                        | Судьи: Николай Акузовский Сергей Беляев Линейные судьи: Торнике Кучава Дмитрий Сивов |
| |                            |                                                                                               |                                                                                        | Судьи: Николай Акузовский Сергей Беляев Линейные судьи: Торнике Кучава Дмитрий Сивов |
| 8 мин | Штраф                      | 10 мин                                                                                        |                                                                                        | Судьи: Николай Акузовский Сергей Беляев Линейные судьи: Торнике Кучава Дмитрий Сивов |
| |                            |                                                                                               |                                                                                        |                                                                                      |
| | 39                         | Броски                                                                                        | 25                                                                                     |                                                                                      |

| 4 апреля 2024 19:30 | Локомотив | 3 : 2 OT (1:1, 1:0, 0:1, 1:0) | Трактор | Арена 2000, Ярославль Зрителей: 7 693 |

| Отчёт | Отчёт                      | Отчёт                                                                                                   | Отчёт                          | Отчёт                                                                             |
| --- | -------------------------- | --- | ------------------------------ | --------------------------------------------------------------------------------- |
| |                            | |                                |                                                                                   |
| | Даниил Исаев — 00:00-63:51 | Вратари                                                                                                 | 00:00-63:51 — Сергей Мыльников | Судьи: Евгений Ромасько Иван Фатеев Линейные судьи: Дмитрий Сивов Ярослав Париков |
| | Голы:                      | |                                | Судьи: Евгений Ромасько Иван Фатеев Линейные судьи: Дмитрий Сивов Ярослав Париков |
| Артур Каюмов — 05:20 (Максим Берёзкин, Алексей Береглазов) Мартин Гернат (бол.) — 33:08 (Максим Берёзкин, Максим Шалунов) Георгий Иванов — 63:51 (Александр Елесин, Мартин Гернат) | 1:0 1:1 2:1 2:2 3:2        | 06:22 — Виталий Кравцов (Семён Дер-Аргучинцев) 53:46 — Илья Карпухин (Владимир Жарков, Никита Сошников) |                                | Судьи: Евгений Ромасько Иван Фатеев Линейные судьи: Дмитрий Сивов Ярослав Париков |
| |                            | |                                | Судьи: Евгений Ромасько Иван Фатеев Линейные судьи: Дмитрий Сивов Ярослав Париков |
| |                            | |                                | Судьи: Евгений Ромасько Иван Фатеев Линейные судьи: Дмитрий Сивов Ярослав Париков |
| |                            | |                                | Судьи: Евгений Ромасько Иван Фатеев Линейные судьи: Дмитрий Сивов Ярослав Париков |
| 6 мин | Штраф                      | 8 мин                                                                                                   |                                | Судьи: Евгений Ромасько Иван Фатеев Линейные судьи: Дмитрий Сивов Ярослав Париков |
| |                            | |                                |                                                                                   |
| | 30                         | Броски                                                                                                  | 25                             |                                                                                   |

| 6 апреля 2024 14:30 | Трактор | 1 : 2 (0:1, 0:1, 1:0) | Локомотив | ЛА «Трактор» им. В. Белоусова, Челябинск Зрителей: 7 500 |

| Отчёт                                                                 | Отчёт                                                                                        | Отчёт | Отчёт                      | Отчёт                                                                                 |
| --------------------------------------------------------------------- | -------------------------------------------------------------------------------------------- | --- | -------------------------- | ------------------------------------------------------------------------------------- |
|                                                                       |                                                                                              | |                            |                                                                                       |
|                                                                       | Сергей Мыльников — 00:00-56:25 Сергей Мыльников — 57:12-57:21 Сергей Мыльников — 58:56-59:12 | Вратари | 00:00-60:00 — Даниил Исаев | Судьи: Евгений Гамалей Константин Оленин Линейные судьи: Никита Новиков Дмитрий Шишло |
|                                                                       | Голы:                                                                                        | |                            | Судьи: Евгений Гамалей Константин Оленин Линейные судьи: Никита Новиков Дмитрий Шишло |
| Семён Дер-Аргучинцев (бол.) — 57:12 (Владимир Ткачёв, Максим Шабанов) | 0:1 0:2 1:2                                                                                  | 02:38 — Егор Аверин (Рушан Рафиков, Андрей Сергеев) 33:33 — Георгий Иванов (Андрей Сергеев, Рушан Рафиков) |                            | Судьи: Евгений Гамалей Константин Оленин Линейные судьи: Никита Новиков Дмитрий Шишло |
|                                                                       |                                                                                              | |                            | Судьи: Евгений Гамалей Константин Оленин Линейные судьи: Никита Новиков Дмитрий Шишло |
|                                                                       |                                                                                              | |                            | Судьи: Евгений Гамалей Константин Оленин Линейные судьи: Никита Новиков Дмитрий Шишло |
|                                                                       |                                                                                              | |                            | Судьи: Евгений Гамалей Константин Оленин Линейные судьи: Никита Новиков Дмитрий Шишло |
| 0 мин                                                                 | Штраф                                                                                        | 8 мин |                            | Судьи: Евгений Гамалей Константин Оленин Линейные судьи: Никита Новиков Дмитрий Шишло |
|                                                                       |                                                                                              | |                            |                                                                                       |
|                                                                       | 30                                                                                           | Броски | 28                         |                                                                                       |

| 8 апреля 2024 17:00 | Трактор | 0 : 3 (0:1, 0:2, 0:0) | Локомотив | ЛА «Трактор» им. В. Белоусова, Челябинск Зрителей: 7 500 |

| Отчёт | Отчёт                                                         | Отчёт | Отчёт                      | Отчёт                                                                                  |
| ----- | ------------------------------------------------------------- | --- | -------------------------- | -------------------------------------------------------------------------------------- |
|       |                                                               | |                            |                                                                                        |
|       | Сергей Мыльников — 00:00-52:55 Сергей Мыльников — 53:10-56:40 | Вратари | 00:00-60:00 — Даниил Исаев | Судьи: Максим Сидоренко Виктор Гашилов Линейные судьи: Никита Новиков Максим Строганов |
|       | Голы:                                                         | |                            | Судьи: Максим Сидоренко Виктор Гашилов Линейные судьи: Никита Новиков Максим Строганов |
|       | 0:1 0:2 0:3                                                   | 10:38 — Мартин Гернат (Иван Чехович) 25:34 — Артур Каюмов (Максим Берёзкин, Александр Елесин) 33:27 — Сергей Андронов (Иван Чехович, Дмитрий Симашев) |                            | Судьи: Максим Сидоренко Виктор Гашилов Линейные судьи: Никита Новиков Максим Строганов |
|       |                                                               | |                            | Судьи: Максим Сидоренко Виктор Гашилов Линейные судьи: Никита Новиков Максим Строганов |
|       |                                                               | |                            | Судьи: Максим Сидоренко Виктор Гашилов Линейные судьи: Никита Новиков Максим Строганов |
|       |                                                               | |                            | Судьи: Максим Сидоренко Виктор Гашилов Линейные судьи: Никита Новиков Максим Строганов |
| 4 мин | Штраф                                                         | 2 мин |                            | Судьи: Максим Сидоренко Виктор Гашилов Линейные судьи: Никита Новиков Максим Строганов |
|       |                                                               | |                            |                                                                                        |
|       | 25                                                            | Броски | 21                         |                                                                                        |

### (1) Металлург — (5) Автомобилист
Встречи в регулярном чемпионате: 2:3 ОТ (2 сентября 2023, Екатеринбург), 4:2 (18 сентября 2023, Магнитогорск), 2:1 Б (20 сентября 2023, Магнитогорск), 4:0 (17 октября 2023, Екатеринбург)
Предыдущие встречи в плей-офф: 
- четвертьфинал Восточной конференции 2016: победа Металлурга в серии 4-2 (1:2, 2:0, 6:0, 1:3, 4:2, 5:2)
- четвертьфинал Восточной конференции 2018: победа Металлурга в серии 4-2 (3:2, 1:2, 3:1, 1:2, 4:1, 3:1)
- четвертьфинал Восточной конференции 2023: победа Металлурга в серии 4-3 (2:4, 3:2 2ОТ, 2:1 2ОТ, 0:4, 3:6, 6:3, 4:3 ОТ)

| 3 апреля 2024 17:00 | Металлург | 2 : 1 (0:0, 1:0, 1:1) | Автомобилист | Арена Металлург, Магнитогорск Зрителей: 7 068 |

| Отчёт                                                                              | Отчёт                      | Отчёт                                   | Отчёт                                                                                  | Отчёт                                                                                   |
| ---------------------------------------------------------------------------------- | -------------------------- | --------------------------------------- | -------------------------------------------------------------------------------------- | --------------------------------------------------------------------------------------- |
|                                                                                    |                            |                                         |                                                                                        |                                                                                         |
|                                                                                    | Илья Набоков — 00:00-60:00 | Вратари                                 | 00:00-57:29 — Евгений Аликин 58:01-58:09 — Евгений Аликин 59:18-59:42 — Евгений Аликин | Судьи: Сергей Морозов Алексей Раводин Линейные судьи: Александр Чернышёв Артём Савенков |
|                                                                                    | Голы:                      |                                         |                                                                                        | Судьи: Сергей Морозов Алексей Раводин Линейные судьи: Александр Чернышёв Артём Савенков |
| Александр Петунин — 34:31 (Игорь Гераськин) Павел Акользин — 58:01 (Егор Коробкин) | 1:0 2:0 2:1                | 59:18 — Данил Романцев (Денис Баранцев) |                                                                                        | Судьи: Сергей Морозов Алексей Раводин Линейные судьи: Александр Чернышёв Артём Савенков |
|                                                                                    |                            |                                         |                                                                                        | Судьи: Сергей Морозов Алексей Раводин Линейные судьи: Александр Чернышёв Артём Савенков |
|                                                                                    |                            |                                         |                                                                                        | Судьи: Сергей Морозов Алексей Раводин Линейные судьи: Александр Чернышёв Артём Савенков |
|                                                                                    |                            |                                         |                                                                                        | Судьи: Сергей Морозов Алексей Раводин Линейные судьи: Александр Чернышёв Артём Савенков |
| 0 мин                                                                              | Штраф                      | 10 мин                                  |                                                                                        | Судьи: Сергей Морозов Алексей Раводин Линейные судьи: Александр Чернышёв Артём Савенков |
|                                                                                    |                            |                                         |                                                                                        |                                                                                         |
|                                                                                    | 35                         | Броски                                  | 32                                                                                     |                                                                                         |

| 5 апреля 2024 17:00 | Металлург | 2 : 4 (0:1, 1:2, 1:1) | Автомобилист | Арена Металлург, Магнитогорск Зрителей: 7 350 |

| Отчёт                                                                        | Отчёт                                                 | Отчёт | Отчёт                        | Отчёт                                                                                |
| ---------------------------------------------------------------------------- | ----------------------------------------------------- | --- | ---------------------------- | ------------------------------------------------------------------------------------ |
|                                                                              |                                                       | |                              |                                                                                      |
|                                                                              | Илья Набоков — 00:00-57:27 Илья Набоков — 58:50-60:00 | Вратари | 00:00-60:00 — Евгений Аликин | Судьи: Денис Наумов Виктор Бирин Линейные судьи: Дмитрий Головлёв Александр Чернышёв |
|                                                                              | Голы:                                                 | |                              | Судьи: Денис Наумов Виктор Бирин Линейные судьи: Дмитрий Головлёв Александр Чернышёв |
| Денис Зернов — 27:29 (Робин Пресс) Дмитрий Силантьев — 51:55 (Макар Хабаров) | 0:1 :1 1:2 1:3 2:3 2:4                                | 07:06 — Стефан Да Коста (бол.) (Анатолий Голышев) 35:56 — Анатолий Голышев (бол.) (Стефан Да Коста, Ник Эберт) 37:08 — Стефан Да Коста (бол.) (Анатолий Голышев, Денис Баранцев) 58:50 — Данил Романцев (п.в.) (Анатолий Голышев) |                              | Судьи: Денис Наумов Виктор Бирин Линейные судьи: Дмитрий Головлёв Александр Чернышёв |
|                                                                              |                                                       | |                              | Судьи: Денис Наумов Виктор Бирин Линейные судьи: Дмитрий Головлёв Александр Чернышёв |
|                                                                              |                                                       | |                              | Судьи: Денис Наумов Виктор Бирин Линейные судьи: Дмитрий Головлёв Александр Чернышёв |
|                                                                              |                                                       | |                              | Судьи: Денис Наумов Виктор Бирин Линейные судьи: Дмитрий Головлёв Александр Чернышёв |
| 9 мин                                                                        | Штраф                                                 | 10 мин |                              | Судьи: Денис Наумов Виктор Бирин Линейные судьи: Дмитрий Головлёв Александр Чернышёв |
|                                                                              |                                                       | |                              |                                                                                      |
|                                                                              | 24                                                    | Броски | 21                           |                                                                                      |

| 7 апреля 2024 14:30 | Автомобилист | 2 : 3 OT (1:1, 0:0, 1:1, 0:1) | Металлург | КРК «Уралец», Екатеринбург Зрителей: 5 545 |

| Отчёт | Отчёт                                                     | Отчёт | Отчёт                      | Отчёт                                                                         |
| --- | --------------------------------------------------------- | --- | -------------------------- | ----------------------------------------------------------------------------- |
| |                                                           | |                            |                                                                               |
| | Евгений Аликин — 00:00-57:57 Евгений Аликин — 59:12-62:36 | Вратари | 00:00-62:36 — Илья Набоков | Судьи: Алексей Белов Юрий Оскирко Линейные судьи: Никита Вилюгин Евгений Юдин |
| | Голы:                                                     | |                            | Судьи: Алексей Белов Юрий Оскирко Линейные судьи: Никита Вилюгин Евгений Юдин |
| Степан Хрипунов — 11:56 (Андрей Обидин, Алексей Бывальцев) Данил Романцев — 59:12 (Никита Трямкин, Стефан Да Коста) | 0:1 :1 1:2 :2 2:3                                         | 10:45 — Робин Пресс (Данила Юров, Алексей Маклюков) 42:24 — Дмитрий Силантьев (Роман Канцеров) 62:36 — Люк Джонсон (Максим Карпов, Павел Акользин) |                            | Судьи: Алексей Белов Юрий Оскирко Линейные судьи: Никита Вилюгин Евгений Юдин |
| |                                                           | |                            | Судьи: Алексей Белов Юрий Оскирко Линейные судьи: Никита Вилюгин Евгений Юдин |
| |                                                           | |                            | Судьи: Алексей Белов Юрий Оскирко Линейные судьи: Никита Вилюгин Евгений Юдин |
| |                                                           | |                            | Судьи: Алексей Белов Юрий Оскирко Линейные судьи: Никита Вилюгин Евгений Юдин |
| 4 мин | Штраф                                                     | 4 мин |                            | Судьи: Алексей Белов Юрий Оскирко Линейные судьи: Никита Вилюгин Евгений Юдин |
| |                                                           | |                            |                                                                               |
| | 36                                                        | Броски | 31                         |                                                                               |

| 9 апреля 2024 17:00 | Автомобилист | 5 : 3 (2:3, 1:0, 2:0) | Металлург | КРК «Уралец», Екатеринбург Зрителей: 5 545 |

| Отчёт | Отчёт                                                      | Отчёт | Отчёт                                                 | Отчёт                                                                             |
| --- | ---------------------------------------------------------- | --- | ----------------------------------------------------- | --------------------------------------------------------------------------------- |
| |                                                            | |                                                       |                                                                                   |
| | Владимир Галкин — 00:00-05:07 Евгений Аликин — 05:07-60:00 | Вратари | 00:00-59:53 — Илья Набоков 59:59-60:00 — Илья Набоков | Судьи: Сергей Беляев Сергей Юдаков Линейные судьи: Максим Берсенёв Никита Вилюгин |
| | Голы:                                                      | |                                                       | Судьи: Сергей Беляев Сергей Юдаков Линейные судьи: Максим Берсенёв Никита Вилюгин |
| Стефан Да Коста — 08:20 (Анатолий Голышев, Степан Хрипунов) Семён Кизимов — 18:42 (Брукс Мэйсек, Кёртис Волк) Анатолий Голышев — 37:34 Степан Хрипунов — 59:53 (Брукс Мэйсек) Анатолий Голышев (п.в.) — 59:59 (Алексей Макеев, Стефан Да Коста) | 0:1 0:2 0:3 1:3 2:3 3:3 4:3 5:3                            | 02:18 — Никита Гребёнкин (Игорь Гераськин, Артём Минулин) 05:07 — Александр Петунин (бол.) (Робин Пресс, Люк Джонсон) 07:20 — Данила Юров (Александр Петунин, Робин Пресс) |                                                       | Судьи: Сергей Беляев Сергей Юдаков Линейные судьи: Максим Берсенёв Никита Вилюгин |
| |                                                            | |                                                       | Судьи: Сергей Беляев Сергей Юдаков Линейные судьи: Максим Берсенёв Никита Вилюгин |
| |                                                            | |                                                       | Судьи: Сергей Беляев Сергей Юдаков Линейные судьи: Максим Берсенёв Никита Вилюгин |
| |                                                            | |                                                       | Судьи: Сергей Беляев Сергей Юдаков Линейные судьи: Максим Берсенёв Никита Вилюгин |
| 12 мин | Штраф                                                      | 10 мин |                                                       | Судьи: Сергей Беляев Сергей Юдаков Линейные судьи: Максим Берсенёв Никита Вилюгин |
| |                                                            | |                                                       |                                                                                   |
| | 24                                                         | Броски | 41                                                    |                                                                                   |

| 11 апреля 2024 17:00 | Металлург | 5 : 2 (2:0, 0:1, 3:1) | Автомобилист | Арена Металлург, Магнитогорск Зрителей: 7 344 |

| Отчёт | Отчёт                       | Отчёт | Отчёт                                                                                  | Отчёт |
| --- | --------------------------- | --- | -------------------------------------------------------------------------------------- | --- |
| |                             | |                                                                                        | |
| | Илья Набоков — 00:00-60:00  | Вратари | 00:00-57:09 — Евгений Аликин 57:47-58:16 — Евгений Аликин 59:58-60:00 — Евгений Аликин | Судьи: · Максим Сидоренко · Иван Фатеев () · Николай Акузовский · Линейные судьи: · Максим Берсенёв · Евгений Юдин |
| | Голы:                       | |                                                                                        | Судьи: · Максим Сидоренко · Иван Фатеев () · Николай Акузовский · Линейные судьи: · Максим Берсенёв · Евгений Юдин |
| Денис Зернов — 09:50 (Валерий Орехов, Дмитрий Силантьев) Денис Зернов — 19:40 (Дмитрий Силантьев) Даниил Вовченко (бол.) — 46:36 (Александр Петунин, Игорь Гераськин) Денис Зернов — 56:52 (Роман Канцеров, Владислав Ерёменко) Игорь Гераськин (п.в.) — 59:58 (Максим Карпов, Алексей Маклюков) | 1:0 2:0 2:1 2:2 3:2 4:2 5:2 | 37:26 — Анатолий Голышев (Денис Баранцев, Сергей Зборовский) 42:54 — Кирилл Воробьёв (Алексей Макеев, Анатолий Голышев) |                                                                                        | Судьи: · Максим Сидоренко · Иван Фатеев () · Николай Акузовский · Линейные судьи: · Максим Берсенёв · Евгений Юдин |
| |                             | |                                                                                        | Судьи: · Максим Сидоренко · Иван Фатеев () · Николай Акузовский · Линейные судьи: · Максим Берсенёв · Евгений Юдин |
| |                             | |                                                                                        | Судьи: · Максим Сидоренко · Иван Фатеев () · Николай Акузовский · Линейные судьи: · Максим Берсенёв · Евгений Юдин |
| |                             | |                                                                                        | Судьи: · Максим Сидоренко · Иван Фатеев () · Николай Акузовский · Линейные судьи: · Максим Берсенёв · Евгений Юдин |
| 4 мин | Штраф                       | 6 мин |                                                                                        | Судьи: · Максим Сидоренко · Иван Фатеев () · Николай Акузовский · Линейные судьи: · Максим Берсенёв · Евгений Юдин |
| |                             | |                                                                                        | |
| | 32                          | Броски | 38                                                                                     | |

| 13 апреля 2024 14:00 | Автомобилист | 5 : 3 (1:0, 4:2, 0:1) | Металлург | КРК «Уралец», Екатеринбург Зрителей: 5 545 |

| Отчёт | Отчёт                           | Отчёт | Отчёт                                                     | Отчёт                                                                                    |
| --- | ------------------------------- | --- | --------------------------------------------------------- | ---------------------------------------------------------------------------------------- |
| |                                 | |                                                           |                                                                                          |
| | Владимир Галкин — 00:00-60:00   | Вратари | 00:00-27:23 — Илья Набоков 27:23-59:03 — Александр Смолин | Судьи: Виктор Гашилов Константин Оленин Линейные судьи: Дмитрий Сивов Александр Чернышёв |
| | Голы:                           | |                                                           | Судьи: Виктор Гашилов Константин Оленин Линейные судьи: Дмитрий Сивов Александр Чернышёв |
| Никита Трямкин — 05:38 (Ник Эберт, Данил Романцев) Артём Каштанов — 26:16 (Данил Романцев, Максим Денежкин) Алексей Макеев — 27:23 (Анатолий Голышев, Сергей Зборовский) Денис Баранцев — 31:32 (Степан Хрипунов, Данил Романцев) Стефан Да Коста — 37:18 (Анатолий Голышев, Никита Трямкин) | 1:0 2:0 3:0 3:1 4:1 5:1 5:2 5:3 | 30:40 — Данила Юров (Александр Петунин, Валерий Орехов) 38:52 — Денис Зернов (Павел Акользин, Максим Карпов) 41:01 — Роман Канцеров (Дмитрий Силантьев) |                                                           | Судьи: Виктор Гашилов Константин Оленин Линейные судьи: Дмитрий Сивов Александр Чернышёв |
| |                                 | |                                                           | Судьи: Виктор Гашилов Константин Оленин Линейные судьи: Дмитрий Сивов Александр Чернышёв |
| |                                 | |                                                           | Судьи: Виктор Гашилов Константин Оленин Линейные судьи: Дмитрий Сивов Александр Чернышёв |
| |                                 | |                                                           | Судьи: Виктор Гашилов Константин Оленин Линейные судьи: Дмитрий Сивов Александр Чернышёв |
| 4 мин | Штраф                           | 2 мин |                                                           | Судьи: Виктор Гашилов Константин Оленин Линейные судьи: Дмитрий Сивов Александр Чернышёв |
| |                                 | |                                                           |                                                                                          |
| | 25                              | Броски | 43                                                        |                                                                                          |

| 15 апреля 2024 17:00 | Металлург | 3 : 2 (2:1, 1:1, 0:0) | Автомобилист | Арена Металлург, Магнитогорск Зрителей: 7 500 |

| Отчёт | Отчёт                      | Отчёт                                                                               | Отчёт                         | Отчёт                                                                            |
| --- | -------------------------- | ----------------------------------------------------------------------------------- | ----------------------------- | -------------------------------------------------------------------------------- |
| |                            |                                                                                     |                               |                                                                                  |
| | Илья Набоков — 00:00-60:00 | Вратари                                                                             | 00:00-58:15 — Владимир Галкин | Судьи: Алексей Белов Юрий Оскирко Линейные судьи: Ярослав Париков Торнике Кучава |
| | Голы:                      |                                                                                     |                               | Судьи: Алексей Белов Юрий Оскирко Линейные судьи: Ярослав Париков Торнике Кучава |
| Дмитрий Силантьев — 08:40 (Роман Канцеров) Данила Юров — 14:19 (Роман Канцеров, Егор Яковлев) Денис Зернов — 23:52 (Дмитрий Силантьев) | 1:0 2:0 2:1 3:1 3:2        | 19:53 — Максим Денежкин (Сергей Зборовски) 24:14 — Максим Денежкин (Данил Романцев) |                               | Судьи: Алексей Белов Юрий Оскирко Линейные судьи: Ярослав Париков Торнике Кучава |
| |                            |                                                                                     |                               | Судьи: Алексей Белов Юрий Оскирко Линейные судьи: Ярослав Париков Торнике Кучава |
| |                            |                                                                                     |                               | Судьи: Алексей Белов Юрий Оскирко Линейные судьи: Ярослав Париков Торнике Кучава |
| |                            |                                                                                     |                               | Судьи: Алексей Белов Юрий Оскирко Линейные судьи: Ярослав Париков Торнике Кучава |
| 6 мин | Штраф                      | 8 мин                                                                               |                               | Судьи: Алексей Белов Юрий Оскирко Линейные судьи: Ярослав Париков Торнике Кучава |
| |                            |                                                                                     |                               |                                                                                  |
| | 33                         | Броски                                                                              | 23                            |                                                                                  |

## Финал Кубка Гагарина
Время начала матчей дано по Московскому времени (UTC+3).

### (1) Металлург — (3) Локомотив
Встречи в регулярном чемпионате: 1:4 (25 сентября 2023, Ярославль), 5:3 (9 января 2024, Магнитогорск)
Предыдущие встречи в плей офф:
- полуфинал Чемпионата России по хоккею с шайбой 2007/2008: победа Локомотива в серии 0-3 (2:0, 2:3, 1:2).
- полуфинал Кубка Гагарина 2009: победа Локомотива в серии 1-4 (3:0, 1:6, 2:4, 0:4, 0:2).

| 18 апреля 2024 17:00 | Металлург | 2 : 1 (0:0, 0:0, 2:1) | Локомотив | Арена Металлург, Магнитогорск Зрителей: 7 500 |

| Отчёт | Отчёт                      | Отчёт                                                  | Отчёт                                                 | Отчёт                                                                            |
| --- | -------------------------- | ------------------------------------------------------ | ----------------------------------------------------- | -------------------------------------------------------------------------------- |
| |                            |                                                        |                                                       |                                                                                  |
| | Илья Набоков — 00:00-60:00 | Вратари                                                | 00:00-58:45 — Даниил Исаев 59:19-59:50 — Даниил Исаев | Судьи: Сергей Юдаков Виктор Гашилов Линейные судьи: Максим Берсенёв Евгений Юдин |
| | Голы:                      |                                                        |                                                       | Судьи: Сергей Юдаков Виктор Гашилов Линейные судьи: Максим Берсенёв Евгений Юдин |
| Никита Михайлис — 45:14 (Александр Петунин) Александр Петунин (бол.) — 58:16 (Робин Пресс, Игорь Гераськин) | 0:1 :1 2:1                 | 42:59 — Максим Берёзкин (Артур Каюмов, Георгий Иванов) |                                                       | Судьи: Сергей Юдаков Виктор Гашилов Линейные судьи: Максим Берсенёв Евгений Юдин |
| |                            |                                                        |                                                       | Судьи: Сергей Юдаков Виктор Гашилов Линейные судьи: Максим Берсенёв Евгений Юдин |
| |                            |                                                        |                                                       | Судьи: Сергей Юдаков Виктор Гашилов Линейные судьи: Максим Берсенёв Евгений Юдин |
| |                            |                                                        |                                                       | Судьи: Сергей Юдаков Виктор Гашилов Линейные судьи: Максим Берсенёв Евгений Юдин |
| 2 мин | Штраф                      | 4 мин                                                  |                                                       | Судьи: Сергей Юдаков Виктор Гашилов Линейные судьи: Максим Берсенёв Евгений Юдин |
| |                            |                                                        |                                                       |                                                                                  |
| | 33                         | Броски                                                 | 21                                                    |                                                                                  |

| 20 апреля 2024 14:00 | Металлург | 1 : 0 (0:0, 0:0, 1:0) | Локомотив | Арена Металлург, Магнитогорск Зрителей: 7 500 |

| Отчёт                                                 | Отчёт                      | Отчёт   | Отчёт                      | Отчёт                                                                                |
| ----------------------------------------------------- | -------------------------- | ------- | -------------------------- | ------------------------------------------------------------------------------------ |
|                                                       |                            |         |                            |                                                                                      |
|                                                       | Илья Набоков — 00:00-60:00 | Вратари | 00:00-58:25 — Даниил Исаев | Судьи: Сергей Беляев Евгений Ромасько Линейные судьи: Никита Вилюгин Ярослав Париков |
|                                                       | Голы:                      |         |                            | Судьи: Сергей Беляев Евгений Ромасько Линейные судьи: Никита Вилюгин Ярослав Париков |
| Денис Зернов — 40:21 (Дмитрий Силантьев, Робин Пресс) | 1:0                        |         |                            | Судьи: Сергей Беляев Евгений Ромасько Линейные судьи: Никита Вилюгин Ярослав Париков |
|                                                       |                            |         |                            | Судьи: Сергей Беляев Евгений Ромасько Линейные судьи: Никита Вилюгин Ярослав Париков |
|                                                       |                            |         |                            | Судьи: Сергей Беляев Евгений Ромасько Линейные судьи: Никита Вилюгин Ярослав Париков |
|                                                       |                            |         |                            | Судьи: Сергей Беляев Евгений Ромасько Линейные судьи: Никита Вилюгин Ярослав Париков |
| 4 мин                                                 | Штраф                      | 8 мин   |                            | Судьи: Сергей Беляев Евгений Ромасько Линейные судьи: Никита Вилюгин Ярослав Париков |
|                                                       |                            |         |                            |                                                                                      |
|                                                       | 25                         | Броски  | 32                         |                                                                                      |

| 22 апреля 2024 19:00 | Локомотив | 1 : 2 OT (0:0, 0:1, 1:0, 0:1) | Металлург | Арена 2000, Ярославль Зрителей: 7 678 |

| Отчёт                                                  | Отчёт                      | Отчёт                                                                                            | Отчёт                      | Отчёт                                                                                    |
| ------------------------------------------------------ | -------------------------- | ------------------------------------------------------------------------------------------------ | -------------------------- | ---------------------------------------------------------------------------------------- |
|                                                        |                            |                                                                                                  |                            |                                                                                          |
|                                                        | Даниил Исаев — 00:00-63:39 | Вратари                                                                                          | 00:00-63:39 — Илья Набоков | Судьи: Сергей Морозов Константин Оленин Линейные судьи: Дмитрий Сивов Александр Чернышёв |
|                                                        | Голы:                      |                                                                                                  |                            | Судьи: Сергей Морозов Константин Оленин Линейные судьи: Дмитрий Сивов Александр Чернышёв |
| Георгий Иванов — 51:57 (Артур Каюмов, Максим Берёзкин) | 0:1 :1 1:2                 | 34:56 — Дмитрий Силантьев (Денис Зернов, Роман Канцеров) 63:39 — Александр Петунин (Робин Пресс) |                            | Судьи: Сергей Морозов Константин Оленин Линейные судьи: Дмитрий Сивов Александр Чернышёв |
|                                                        |                            |                                                                                                  |                            | Судьи: Сергей Морозов Константин Оленин Линейные судьи: Дмитрий Сивов Александр Чернышёв |
|                                                        |                            |                                                                                                  |                            | Судьи: Сергей Морозов Константин Оленин Линейные судьи: Дмитрий Сивов Александр Чернышёв |
|                                                        |                            |                                                                                                  |                            | Судьи: Сергей Морозов Константин Оленин Линейные судьи: Дмитрий Сивов Александр Чернышёв |
| 2 мин                                                  | Штраф                      | 2 мин                                                                                            |                            | Судьи: Сергей Морозов Константин Оленин Линейные судьи: Дмитрий Сивов Александр Чернышёв |
|                                                        |                            |                                                                                                  |                            |                                                                                          |
|                                                        | 33                         | Броски                                                                                           | 27                         |                                                                                          |

| 24 апреля 2024 19:00 | Локомотив | 1 : 2 (1:0, 0:1, 0:1) | Металлург | Арена 2000, Ярославль Зрителей: 7 846 |

| Отчёт                                                   | Отчёт                                                 | Отчёт | Отчёт                      | Отчёт                                                                               |
| ------------------------------------------------------- | ----------------------------------------------------- | --- | -------------------------- | ----------------------------------------------------------------------------------- |
|                                                         |                                                       | |                            |                                                                                     |
|                                                         | Даниил Исаев — 00:00-57:16 Даниил Исаев — 58:14-60:00 | Вратари | 00:00-63:39 — Илья Набоков | Судьи: Максим Сидоренко Иван Фатеев Линейные судьи: Артём Савенков Дмитрий Головлёв |
|                                                         | Голы:                                                 | |                            | Судьи: Максим Сидоренко Иван Фатеев Линейные судьи: Артём Савенков Дмитрий Головлёв |
| Ярослав Лихачёв — 51:57 (Даниил Тесанов, Мартин Гернат) | 1:0 1:1 1:2                                           | 63:39 — Денис Зернов (Дмитрий Силантьев, Артём Минулин) 63:39 — Даниил Вовченко (бол.) (Александр Петунин, Игорь Гераськин) |                            | Судьи: Максим Сидоренко Иван Фатеев Линейные судьи: Артём Савенков Дмитрий Головлёв |
|                                                         |                                                       | |                            | Судьи: Максим Сидоренко Иван Фатеев Линейные судьи: Артём Савенков Дмитрий Головлёв |
|                                                         |                                                       | |                            | Судьи: Максим Сидоренко Иван Фатеев Линейные судьи: Артём Савенков Дмитрий Головлёв |
|                                                         |                                                       | |                            | Судьи: Максим Сидоренко Иван Фатеев Линейные судьи: Артём Савенков Дмитрий Головлёв |
| 8 мин                                                   | Штраф                                                 | 4 мин |                            | Судьи: Максим Сидоренко Иван Фатеев Линейные судьи: Артём Савенков Дмитрий Головлёв |
|                                                         |                                                       | |                            |                                                                                     |
|                                                         | 28                                                    | Броски | 30                         |                                                                                     |

## Лучшие игроки по раундам
| Раунд                | Лучший вратарь                  | Лучший защитник              | Лучший нападающий                 | Лучший новичок               |
| -------------------- | ------------------------------- | ---------------------------- | --------------------------------- | ---------------------------- |
| 1/8 финала           | Евгений Аликин («Автомобилист») | Робин Пресс («Металлург»)    | Рид Буше («Авангард»)             | Илья Набоков («Металлург»)   |
| Четвертьфиналы       | Илья Набоков («Металлург»)      | Андрей Сергеев («Локомотив») | Максим Берёзкин («Локомотив»)     | Роман Канцеров («Металлург») |
| Полуфиналы           | Даниил Исаев («Локомотив»)      | Мартин Гернат («Локомотив»)  | Анатолий Голышев («Автомобилист») | Роман Канцеров («Металлург») |
| Финал Кубка Гагарина | Илья Набоков («Металлург»)      | Робин Пресс («Металлург»)    | Александр Петунин («Металлург»)   | Илья Набоков («Металлург»)   |

## Бомбардиры
10 лучших игроков, отсортированных по количеству набранных очков по состоянию на 14 апреля 2024. 
| Игрок             | Команда      | И  | Г  | П  | Очки | +/- |
| ----------------- | ------------ | -- | -- | -- | ---- | --- |
| Анатолий Голышев  | Автомобилист | 16 | 9  | 9  | 18   | 13  |
| Дмитрий Силантьев | Металлург    | 14 | 4  | 10 | 14   | 9   |
| Максим Берёзкин   | Локомотив    | 16 | 4  | 10 | 14   | 9   |
| Робин Пресс       | Металлург    | 19 | 3  | 11 | 14   | 5   |
| Марат Хайруллин   | СКА          | 10 | 5  | 7  | 12   | 1   |
| Артур Каюмов      | Локомотив    | 16 | 4  | 8  | 12   | 9   |
| Роман Канцеров    | Металлург    | 19 | 4  | 8  | 12   | 6   |
| Андрей Сергеев    | Локомотив    | 16 | 2  | 10 | 12   | 6   |
| Бреннан Менелл    | Динамо М     | 10 | 0  | 12 | 12   | 3   |
| Денис Зернов      | Металлург    | 19 | 10 | 1  | 11   | 1   |

## Вратари
Таблица лучших вратарей, отсортированная по коэффициенту надежности (КН) по состоянию на 14 апреля 2024. Указаны вратари, сыгравшие не менее 420 минут. 
| Игрок            | Команда      | И  | В  | П | Б   | Ш  | КН   | %ОБ  | СМ | Вр      |
| ---------------- | ------------ | -- | -- | - | --- | -- | ---- | ---- | -- | ------- |
| Даниил Исаев     | Локомотив    | 16 | 12 | 4 | 382 | 27 | 1.63 | 92.9 | 3  | 996:01  |
| Павел Хомченко   | Авангард     | 12 | 7  | 5 | 338 | 22 | 1.81 | 93.5 | 1  | 728:47  |
| Евгений Аликин   | Автомобилист | 15 | 9  | 4 | 427 | 26 | 2.00 | 93.9 | 1  | 781:36  |
| Илья Набоков     | Металлург    | 19 | 12 | 6 | 588 | 38 | 2.06 | 93.5 | 3  | 1106:15 |
| Дмитрий Николаев | Спартак      | 10 | 6  | 3 | 248 | 21 | 2.24 | 91.5 | 1  | 563:44  |